# Sebezhető növényfajok listája
Az alábbi a lista azokat az növényfajokat, illetve alfajokat tartalmazza, amelyek a Természetvédelmi Világszövetség Vörös Listáján a Sebezhető (Vulnerable) besorolást kapták.
A lista a Vörös Lista 2010-es változatán alapszik. Eszerint 4607 növényfaj tartozik a „Sebezhető” kategóriába.

## Bryophyta

### Anthocerotopsida

#### Anthocerotales

##### Anthocerotaceae
- Dendroceros japonicus

### Bryopsida

#### Bryales

##### Amblystegiaceae
- Donrichardsia macroneuron
- Gradsteinia torrenticola

##### Echinodiaceae
- Echinodium renauldii
- Echinodium setigerum

##### Grimmiaceae
- Leucoperichaetium eremophilum

##### Orthotrichaceae
- Orthotrichum scanicum

##### Rhachitheciaceae
- Hypnodontopsis apiculata

#### Calobryales

##### Takakiaceae
- Takakia ceratophylla

#### Pottiales

##### Pottiaceae
- Aschisma kansanum

#### Sphagnales

##### Sphagnaceae
- Sphagnum leucobryoides
- Sphagnum novo-caledoniae

### Marchantiopsida

#### Jungermanniales

##### Calypogeiaceae
- Calypogeia rhynchophylla

##### Cephaloziaceae
- Haesselia roraimensis
- Nowellia wrightii

##### Jungermanniaceae
- Hattoria yakushimensis
- Jamesoniella undulifolia
- Nardia huerlimannii
- Scaphophyllum speciosum

##### Lejeuneaceae
- Dactylolejeunea acanthifolia
- Fulfordianthus evansii
- Myriocoleopsis fluviatilis

##### Personiellaceae
- Perssoniella vitreocincta

##### Scapaniaceae
- Scapania sphaerifera

#### Marchantiales

##### Ricciaceae
- Riccia alatospora
- Riccia atlantica

#### Metzgeriales

##### Fossombroniaceae
- Sewardiella tuberifera

## Lycopodiophyta

### Isoetopsida

#### Isoetales

##### Isoetaceae
- Isoetes ecuadoriensis

### Lycopodiopsida

#### Lycopodiales

##### Lycopodiaceae
- Huperzia ascendens
- Huperzia austroecuadorica
- Huperzia columnaris
- Huperzia compacta
- Huperzia espinosana
- Huperzia llanganatensis
- Huperzia scabrida
- Huperzia talpiphila

### Sellaginellopsida

#### Selaginellales

##### Selaginellaceae
- Selaginella carinata

## Polypodiophyta

### Polypodiopsida

#### Blechnales

##### Aspleniaceae
- Asplenium schweinfurthii

##### Blechnaceae
- Blechnum eburneum
- Blechnum monomorphum
- Blechnum occidentale

##### Dryopteridaceae
- Cyrtomium nephrolepioides
- Polybotrya andina
- Polystichum bonapartii

##### Lomariopsidaceae
- Bolbitis riparia
- Elaphoglossum antisanae
- Elaphoglossum bifurcatum
- Elaphoglossum bryogenes
- Elaphoglossum ecuadorense
- Elaphoglossum heliconiaefolium
- Elaphoglossum hieronymi
- Elaphoglossum inciens
- Elaphoglossum molle
- Elaphoglossum muriculatum
- Elaphoglossum oleandropsis
- Elaphoglossum yatesii

##### Thelypteridaceae
- Cyclosorus sino-acuminata
- Thelypteris aculeata
- Thelypteris appressa
- Thelypteris campii
- Thelypteris chimboracensis
- Thelypteris conformis
- Thelypteris correllii
- Thelypteris dodsonii
- Thelypteris elegantula
- Thelypteris euthythrix
- Thelypteris rosenstockii
- Thelypteris subtilis

##### Woodsiaceae
- Diplazium chimboanum
- Diplazium divisissimum
- Diplazium leptogrammoides
- Diplazium mildei
- Diplazium navarretei
- Diplazium oellgaardii
- Diplazium palaviense
- Diplazium rivale
- Woodsia indusiosa

#### Cyatheales

##### Cyatheaceae
- Cyathea bipinnata
- Cyathea halonata
- Cyathea hemiepiphytica
- Cyathea punctata

#### Dicksoniales

##### Dennstaedtiaceae
- Dennstaedtia macrosora
- Dennstaedtia paucirrhiza
- Dennstaedtia tryoniana

#### Hymenophyllales

##### Hymenophyllaceae
- Hymenophyllum alveolatum
- Trichomanes paucisorum

#### Polypodiales

##### Grammitidaceae
- Ceradenia melanopus
- Ceradenia semiadnata
- Micropolypodium aphelolepis

##### Polypodiaceae
- Campyloneurum oellgaardii
- Leptochilus cantoniensis
- Polypodium latissimum
- Polypodium quitense

#### Pteridales

##### Adiantaceae
- Sinopteris albofusca

##### Vittariaceae
- Hecistopteris pinnatifida

## Rhodophyta

### Florideophyceae

#### Ceramiales

##### Delesseriaceae
- Acrosorium papenfussii
- Austrofolium equatorianum
- Pseudolaingia hancockii

## Tracheophyta

### Coniferopsida

#### Coniferales

##### Araucariaceae
- Agathis corbassonii
- Agathis dammara
- Agathis flavescens
- Agathis kinabaluensis
- Agathis lenticula
- Agathis moorei
- Agathis orbicula
- Agathis philippinensis
- Agathis silbae
- Araucaria araucana
- Araucaria heterophylla
- Araucaria schmidii

##### Cephalotaxaceae
- Cephalotaxus lanceolata
- Cephalotaxus mannii
- Cephalotaxus oliveri

##### Cupressaceae
- Athrotaxis cupressoides
- Athrotaxis laxifolia
- Athrotaxis selaginoides
- Austrocedrus chilensis
- Callitris baileyi
- Callitris drummondii
- Callitris monticola
- Callitris oblonga
- Callitris roei
- Calocedrus macrolepis
- Chamaecyparis lawsoniana
- Cunninghamia konishii
- Cupressus bakeri
- Cupressus cashmeriana
- Cupressus chengiana
- Cupressus gigantea
- Cupressus goveniana
- Cupressus guadalupensis
- Cupressus macrocarpa
- Juniperus barbadensis
- Juniperus blancoi
- Juniperus comitana
- Juniperus durangensis
- Juniperus gamboana
- Juniperus saxicola
- Libocedrus yateensis
- Neocallitropsis pancheri
- Pilgerodendron uviferum
- Sequoia sempervirens
- Sequoiadendron giganteum
- Taiwania cryptomerioides
- Widdringtonia schwarzii

##### Pinaceae
- Fraser-jegenyefenyő (Abies fraseri)
- Abies guatemalensis
- Abies hickelii
- Abies numidica
- Abies squamata
- Cedrus brevifolia
- Larix mastersiana
- Picea brachytyla
- Picea maximowiczii
- Picea morrisonicola
- Szerb luc (Picea omorika)
- Picea retroflexa
- Pinus albicaulis
- Pinus dabeshanensis
- Pinus krempfii
- Pinus longaeva
- Pinus merkusii
- Pinus nelsoni
- Pinus palustris
- Pinus tecunumanii
- Pinus torreyana
- Pseudotsuga japonica
- Pseudotsuga sinensis
- Tsuga forrestii

##### Podocarpaceae
- Afrocarpus mannii
- Afrocarpus usambarensis
- Dacrydium ericioides
- Dacrydium gracile
- Dacrydium leptophyllum
- Falcatifolium angustum
- Halocarpus kirkii
- Lepidothamnus fonkii
- Nageia maxima
- Podocarpus affinis
- Podocarpus aristulatus
- Podocarpus brevifolius
- Podocarpus costaricensis
- Podocarpus decumbens
- Podocarpus gibbsii
- Podocarpus lophatus
- Podocarpus pallidus
- Podocarpus polyspermus
- Podocarpus salignus
- Prumnopitys andina
- Retrophyllum rospigliosii

##### Sciadopityaceae
- Sciadopitys verticillata

##### Taxaceae
- Amentotaxus argotaenia
- Amentotaxus assamica
- Amentotaxus poilanei
- Taxus fuana

### Cycadopsida

#### Cycadales

##### Cycadaceae
- Cycas conferta
- Cycas desolata
- Cycas diannanensis
- Cycas elongata
- Cycas inermis
- Cycas lindstromii
- Cycas macrocarpa
- Cycas micholitzii
- Cycas nongnoochiae
- Cycas pachypoda
- Cycas pectinata
- Cycas pranburiensis
- Cycas seemannii
- Cycas segmentifida
- Cycas siamensis
- Cycas silvestris
- Cycas sp. nov. 'bifida'
- Cycas sp. nov. 'collina'
- Cycas sp. nov. 'condaoensis'
- Cycas sp. nov. 'dolichophylla'
- Cycas taitungensis

##### Zamiaceae
- Ceratozamia latifolia
- Ceratozamia mexicana
- Ceratozamia microstrobila
- Ceratozamia miqueliana
- Ceratozamia robusta
- Dioon califanoi
- Dioon merolae
- Dioon purpusii
- Dioon rzedowskii
- Dioon spinulosum
- Encephalartos altensteinii
- Encephalartos aplanatus
- Encephalartos barteri
- Encephalartos delucanus
- Encephalartos ghellinckii
- Encephalartos gratus
- Encephalartos humilis
- Encephalartos macrostrobilus
- Encephalartos manikensis
- Encephalartos ngoyanus
- Encephalartos paucidentatus
- Encephalartos princeps
- Encephalartos schaijesii
- Encephalartos sclavoi
- Encephalartos senticosus
- Encephalartos trispinosus
- Encephalartos umbeluziensis
- Encephalartos whitelockii
- Macrozamia cranei
- Macrozamia crassifolia
- Macrozamia humilis
- Macrozamia lomandroides
- Macrozamia occidua
- Macrozamia parcifolia
- Macrozamia secunda
- Macrozamia viridis
- Zamia amblyphyllidia
- Zamia encephalartoides
- Zamia furfuracea
- Zamia gentryi
- Zamia herrerae
- Zamia ipetiensis
- Zamia soconuscensis
- Zamia standleyi

### Liliopsida

#### Alismatales

##### Alismataceae
- Echinodorus eglandulosus

#### Arales

##### Araceae
- Amorphophallus preussii
- Anthurium albovirescens
- Anthurium auritum
- Anthurium balslevii
- Anthurium bullosum
- Anthurium cabuyalense
- Anthurium ceratiinum
- Anthurium curtispadix
- Anthurium dolichophyllum
- Anthurium ecuadorense
- Anthurium esmeraldense
- Anthurium gualeanum
- Anthurium hebetatilaminum
- Anthurium jaramilloi
- Anthurium jimenae
- Anthurium lennartii
- Anthurium leonianum
- Anthurium magnifolium
- Anthurium manabianum
- Anthurium miniatum
- Anthurium nemorale
- Anthurium oxyphyllum
- Anthurium pedunculare
- Anthurium polystictum
- Anthurium punctatum
- Anthurium rimbachii
- Anthurium silanchense
- Anthurium subcoerulescens
- Anthurium superbum
- Anthurium tenaense
- Chlorospatha castula
- Chlorospatha ilensis
- Gonatopus petiolulatus
- Philodendron hooveri
- Philodendron musifolium
- Philodendron riparium
- Rhaphidophora pusilla
- Stenospermation gracile
- Stenospermation hilligii
- Stylochaeton crassispathus
- Stylochaeton euryphyllus
- Stylochaeton milneanus
- Syngonium harlingianum
- Syngonium sparreorum

#### Arecales

##### Palmae
- Aiphanes chiribogensis
- Aiphanes duquei
- Aiphanes lindeniana
- Alloschmidia glabrata
- Archontophoenix myolensis
- Areca ipot
- Areca parens
- Areca whitfardii
- Arenga listeri
- Arenga wightii
- Asterogyne spicata
- Bactris coloniata
- Bactris jamaicana
- Bactris longiseta
- Bactris pickelii
- Basselinia favieri
- Basselinia iterata
- Basselinia tomentosa
- Basselinia vestita
- Bentinckia condapanna
- Borassodendron machadonis
- Borassus madagascariensis
- Brahea aculeata
- Brahea nitida
- Brahea pimo
- Butia eriospatha
- Butia purpurascens
- Calamus egregius
- Ceroxylon echinulatum
- Ceroxylon quindiuense
- Coccothrinax pauciramosa
- Colpothrinax wrightii
- Copernicia brittonorum
- Copernicia gigas
- Corypha microclada
- Cyphophoenix elegans
- Cyphosperma trichospadix
- Dypsis coursii
- Dypsis decaryi
- Dypsis fasciculata
- Dypsis lanceolata
- Dypsis malcomberi
- Dypsis mananjarensis
- Dypsis mcdonaldiana
- Dypsis onilahensis
- Dypsis oreophila
- Dypsis paludosa
- Dypsis pembana
- Dypsis perrieri
- Dypsis pilulifera
- Dypsis prestoniana
- Dypsis procera
- Dypsis scottiana
- Dypsis serpentina
- Dypsis utilis
- Euterpe luminosa
- Gaussia attenuata
- Gaussia gomez-pompae
- Gaussia maya
- Gulubia microcarpa
- Hedyscepe canterburyana
- Howea belmoreana
- Howea forsteriana
- Juania australis
- Jubaea chilensis
- Jubaeopsis caffra
- Licuala dasyantha
- Livistona carinensis
- Livistona robinsoniana
- Livistona woodfordii
- Lodoicea maldivica
- Mackeea magnifica
- Marojejya insignis
- Masoala madagascariensis
- Metroxylon amicarum
- Normanbya normanbyi
- Oenocarpus circumtextus
- Oncosperma platyphyllum
- Orania ravaka
- Pholidocarpus kingianus
- Pholidocarpus macrocarpus
- Pritchardia lowreyana
- Pritchardia waialealeana
- Raphia regalis
- Ravenea dransfieldii
- Ravenea glauca
- Ravenea krociana
- Ravenea musicalis
- Ravenea rivularis
- Ravenea sambiranensis
- Rhopaloblaste augusta
- Roystonea lenis
- Sabal gretheriae
- Sabal pumos
- Sabal uresana
- Schippia concolor
- Syagrus glaucescens
- Syagrus stratincola
- Veitchia pedionoma
- Veitchia simulans
- Wettinia aequatorialis
- Wettinia longipetala

#### Bromeliales

##### Bromeliaceae
- Aechmea aculeatosepala
- Aechmea biflora
- Aechmea lugoi
- Aechmea patriciae
- Aechmea roeseliae
- Aechmea wuelfinghoffii
- Greigia atrobrunnea
- Guzmania aequatorialis
- Guzmania alborosea
- Guzmania andreettae
- Guzmania atrocastanea
- Guzmania bergii
- Guzmania corniculata
- Guzmania dalstroemii
- Guzmania fusispica
- Guzmania harlingii
- Guzmania hirtzii
- Guzmania hollinensis
- Guzmania inexpectata
- Guzmania izkoi
- Guzmania kentii
- Guzmania madisonii
- Guzmania pseudospectabilis
- Guzmania puyoensis
- Guzmania sieffiana
- Guzmania zakii
- Mezobromelia brownii
- Pepinia carnososepala
- Pepinia fulgens
- Pepinia harlingii
- Pepinia verrucosa
- Pitcairnia andreetae
- Pitcairnia devansayana
- Pitcairnia ferrell-ingramiae
- Pitcairnia hirtzii
- Pitcairnia prolifera
- Pitcairnia stevensonii
- Pitcairnia unilateralis
- Pitcairnia violascens
- Puya obconica
- Puya pichinchae
- Puya pygmaea
- Puya sodiroana
- Racinaea blassii
- Racinaea euryelytra
- Racinaea hauggiae
- Racinaea tandapiana
- Tillandsia aequatorialis
- Tillandsia brenneri
- Tillandsia cucullata
- Tillandsia emergens
- Tillandsia hirtzii
- Tillandsia marnieri-lapostollei
- Tillandsia pretiosa
- Tillandsia raackii
- Tillandsia rhodosticta
- Tillandsia sodiroi
- Vriesea andreettae
- Vriesea limonensis
- Vriesea lutheri
- Vriesea penduliscapa
- Vriesea tillii
- Vriesea wuelfinghoffii
- Werauhia haltonii
- Werauhia paupera

#### Commelinales

##### Commelinaceae
- Aneilema silvaticum
- Palisota preussiana

#### Cyclanthales

##### Cyclanthaceae
- Asplundia cayapensis
- Asplundia cuspidata
- Asplundia lilacina
- Asplundia meraensis
- Asplundia pastazana
- Asplundia quinindensis
- Asplundia sparrai
- Sphaeradenia brachiolata
- Sphaeradenia versicolor

#### Cyperales

##### Cyperaceae
- Cyperus rheophytorum
- Mapania ferruginea
- Uncinia ecuadorensis
- Uncinia subsacculata
- Uncinia tenuifolia

##### Gramineae
- Aristida guayllabambensis
- Calamagrostis aurea
- Calamagrostis carchiensis
- Calamagrostis expansa
- Calamagrostis fulgida
- Calamagrostis hirta
- Calamagrostis llanganatensis
- Calamagrostis steyermarkii
- Calamagrostis teretifolia
- Chusquea falcata
- Chusquea loxensis
- Chusquea maclurei
- Colpodium chionogeiton
- Colpodium hedbergii
- Danthonia holm-nielsenii
- Deschampsia angusta
- Festuca caldasii
- Festuca parciflora
- Hypseochloa cameroonensis
- Neurolepis asymmetrica
- Neurolepis laegaardii
- Neurolepis villosa
- Panicum socotranum
- Paspalum rugulosum
- Sporobolus caespitosus

#### Eriocaulales

##### Eriocaulaceae
- Eriocaulon asteroides
- Eriocaulon bamendae
- Eriocaulon parvulum
- Syngonanthus yacuambensis

#### Liliales

##### Aloaceae
- Aloe brachystachys
- Aloe bussei
- Aloe leachii
- Aloe massawana
- Aloe ramosissima
- Aloe squarrosa
- Aloe ukambensis

##### Alstroemeriaceae
- Bomarea elegans
- Bomarea gracilis
- Bomarea lanata
- Bomarea lutea

##### Amaryllidaceae
- Eucrosia dodsonii
- Eucrosia stricklandii
- Pamianthe parviflora
- Phaedranassa cinerea
- Phaedranassa schizantha

##### Asphodelaceae
- Kniphofia goetzei
- Trachyandra erythrorrhiza
- Trachyandra peculiaris

##### Dioscoreaceae
- Dioscorea longicuspis
- Dioscorea rosei

##### Dracaenaceae
- Dracaena cinnabari
- Dracaena draco
- Dracaena viridiflora
- Pleomele auwahiensis
- Pleomele halapepe

##### Eriospermaceae
- Eriospermum halenbergense

##### Hyacinthaceae
- Dipcadi kuriensis

##### Iridaceae
- Gladiolus pole-evansii
- Moraea callista

#### Orchidales

##### Burmanniaceae
- Afrothismia insignis
- Thismia melanomitra

##### Orchidaceae
- Aerides leeanum
- Angraecopsis cryptantha
- Angraecopsis tridens
- Angraecum pyriforme
- Anoectochilus sandvicensis
- Bartholina etheliae
- Bulbophyllum bifarium
- Bulbophyllum gravidum
- Bulbophyllum jaapii
- Bulbophyllum nigericum
- Calanthe delavayi
- Calanthe fargesii
- Calanthe henryi
- Dendrobium sanderae
- Diaphananthe polydactyla
- Disperis mildbraedii
- Epigeneium treacherianum
- Eulophia faberi
- Gastrodia elata
- Genyorchis macrantha
- Habenaria delavayi
- Habenaria fargesii
- Habenaria finetiana
- Habenaria fordii
- Habenaria mairei
- Habenaria nigrescens
- Habenaria obovata
- Habenaria thomana
- Habenaria yuana
- Hemipilia flabellata
- Hemipilia forrestii
- Hemipilia limprichtii
- Herminium ophioglossoides
- Holothrix socotrana
- Platanthera deflexilabella
- Platanthera finetiana
- Platanthera likiangensis
- Platanthera longiglandula
- Platanthera oreophila
- Platanthera platantheroides
- Platanthera sinica
- Pleione chunii
- Pleione formosana
- Pleione pleionoides
- Polystachya bicalcarata
- Tsaiorchis neottianthoides

#### Pandanales

##### Pandanaceae
- Freycinetia auriculata
- Pandanus aldabraensis
- Pandanus balfourii
- Pandanus decastigma
- Pandanus decipiens
- Pandanus decumbens
- Pandanus gabonensis
- Pandanus halleorum
- Pandanus hornei
- Pandanus joskei
- Pandanus kajui
- Pandanus multispicatus
- Pandanus petersii
- Pandanus sechellarum
- Pandanus taveuniensis
- Pandanus thomensis

#### Zingerberales

##### Costaceae
- Costus geothyrsus
- Costus zamoranus

##### Heliconiaceae
- Heliconia berryi
- Heliconia brenneri
- Heliconia excelsa
- Heliconia fredberryana
- Heliconia gaiboriana
- Heliconia litana
- Heliconia lutheri
- Heliconia markiana
- Heliconia obscura
- Heliconia paludigena
- Heliconia pardoi
- Heliconia peckenpaughii
- Heliconia peteriana
- Heliconia riopalenquensis
- Heliconia virginalis

##### Marantaceae
- Calathea congesta
- Calathea curaraya
- Calathea gandersii
- Calathea lanicaulis
- Calathea latrinotecta
- Calathea multicinta
- Calathea pluriplicata
- Stromanthe ramosissima
- Thalia pavonii

##### Zingiberaceae
- Renealmia oligotricha

### Magnoliopsida

#### Apiales

##### Araliaceae
- Aralia chinensis
- Aralia debilis
- Aralia javanica
- Aralia malabarica
- Aralia tibetana
- Arthrophyllum proliferum
- Arthrophyllum pulgarense
- Brassaiopsis minor
- Brassaiopsis simplex
- Cheirodendron forbesii
- Cussonia bancoensis
- Cussonia gamtoosensis
- Dendropanax alberti-smithii
- Dendropanax blakeanus
- Dendropanax lanceifolius
- Dendropanax marginiferus
- Dendropanax ovalifolius
- Dendropanax portlandianus
- Dendropanax productus
- Dendropanax sessiliflorus
- Gastonia crassa
- Hederopsis maingayi
- Hederopsis major
- Macropanax chienii
- Macropanax concinnus
- Meryta choristantha
- Meryta lucida
- Meryta sinclairii
- Meryta sonchifolia
- Myodocarpus angustialatus
- Oreopanax arcanus
- Oreopanax candamoanus
- Oreopanax cissoides
- Oreopanax echinops
- Oreopanax hedraeostrobilus
- Oreopanax ischnolobus
- Oreopanax jelskii
- Oreopanax obscurus
- Oreopanax oerstediana
- Oreopanax peltatus
- Oreopanax raimondii
- Oreopanax rosei
- Oreopanax sanderianus
- Oreopanax sessiliflorus
- Oreopanax stenophyllus
- Osmoxylon arrhenicum
- Osmoxylon chrysanthum
- Osmoxylon corneri
- Osmoxylon ellipsoideum
- Osmoxylon lanceolatum
- Osmoxylon reburrum
- Osmoxylon whitmorei
- Pentapanax castanopsisicola
- Polyscias kikuyuensis
- Polyscias nothisii
- Pseudopanax scopoliae
- Pseudosciadium balansae
- Schefflera apioidea
- Schefflera beccariana
- Schefflera brenesii
- Schefflera capitulifera
- Schefflera chapana
- Schefflera costata
- Schefflera diplodactyla
- Schefflera dolichostyla
- Schefflera euryphylla
- Schefflera gleasonii
- Schefflera hierniana
- Schefflera mannii
- Schefflera multinervia
- Schefflera nervosa
- Schefflera procumbens
- Schefflera sp. nov. 'nanocephala'
- Schefflera troyana
- Schefflera urbaniana
- Sinopanax formosanus
- Tetrapanax tibetanus

##### Umbelliferae
- Cotopaxia asplundii
- Hydrocotyle hexagona
- Hydrocotyle yanghuangensis
- Lefebvrea droopii
- Nirarathamnos asarifolius
- Oreofraga morrisiana
- Peucedanum kupense
- Rughidia milleri
- Sium bracteatum

#### Aristolochiales

##### Aristolochiaceae
- Aristolochia cucurbitifolia
- Aristolochia cucurbitoides
- Aristolochia hainanensis
- Aristolochia obliqua
- Aristolochia thwaitesii
- Aristolochia yunnanensis
- Asarum crispulatum
- Asarum maximum
- Pararistolochia ceropegioides
- Pararistolochia goldieana

#### Asterales

##### Compositae
- Achyrocline hallii
- Acmella leucantha
- Adenostemma harlingii
- Adenostemma zakii
- Aequatorium jamesonii
- Aequatorium limonense
- Aequatorium rimachianum
- Aetheolaena rosana
- Ageratina cuencana
- Ageratina dendroides
- Ageratum iltisii
- Aphanactis antisanensis
- Argyroxiphium caliginis
- Argyroxiphium sandwicense
- Aristeguietia arborea
- Ayapana ecuadorensis
- Ayapanopsis luteynii
- Baccharis hambatensis
- Baccharis hieronymi
- Barnadesia aculeata
- Bidens amplectens
- Bidens campylotheca
- Bidens conjuncta
- Bidens mannii
- Bidens molokaiensis
- Bidens populifolia
- Blepharispermum hirtum
- Brachyglottis huntii
- Brachyglottis pentacopa
- Cacosmia harlingii
- Cacosmia hieronymi
- Calea harlingii
- Calea kingii
- Clibadium alatum
- Clibadium harlingii
- Clibadium manabiense
- Clibadium napoense
- Clibadium pastazense
- Clibadium sprucei
- Clibadium zakii
- Commidendrum rugosum
- Cotula moseleyi
- Crassocephalum bauchiense
- Critonia eggersii
- Critoniopsis cotopaxensis
- Critoniopsis harlingii
- Critoniopsis jaramilloi
- Critoniopsis palaciosii
- Critoniopsis sevillana
- Cronquistianthus bulliferus
- Cronquistianthus niveus
- Cronquistianthus origanoides
- Darwiniothamnus alternifolius
- Dasphyllum argenteum
- Dendrophorbium balsapampae
- Dendrophorbium dodsonii
- Dendrophorbium ingens
- Dendrophorbium pericaule
- Dendrophorbium pururu
- Dendrophorbium scytophyllum
- Dendrophorbium solisii
- Diplostephium asplundii
- Diplostephium barclayanum
- Dubautia reticulata
- Erato sodiroi
- Erigeron incertus
- Fitchia nutans
- Fitchia tahitensis
- Fleischmannia aequinoctialis
- Fleischmannia harlingii
- Fleischmannia lloensis
- Floscaldasia azorelloides
- Gnaphalium chimborazense
- Grosvenoria hypargyra
- Grosvenoria rimbachii
- Guevaria alvaroi
- Gynoxys azuayensis
- Gynoxys baccharoides
- Gynoxys chimborazensis
- Gynoxys chingualensis
- Gynoxys colanensis
- Gynoxys dielsiana
- Gynoxys jaramilloi
- Gynoxys laurifolia
- Gynoxys miniphylla
- Gynoxys multibracteifera
- Gynoxys pulchella
- Gynoxys reinaldii
- Gynoxys rimbachii
- Hebeclinium obtusisquamosum
- Helichrysum biafranum
- Helichrysum nimmoanum
- Helichrysum sp. nov. A
- Helichrysum sp. nov. B
- Helichrysum suffruticosum
- Hieracium pangoriense
- Joseanthus sparrei
- Jungia ovata
- Kleinia scotti
- Launaea crepoides
- Lecocarpus lecocarpoides
- Liabum barclayae
- Loricaria ollgaardii
- Loricaria scolopendra
- Melanodendron integrifolium
- Mikaniopsis maitlandii
- Mikaniopsis vitalba
- Monactis holwayae
- Monactis lojaensis
- Monactis pallatangensis
- Monticalia befarioides
- Monticalia microdon
- Monticalia rosmarinifolia
- Munnozia asplundii
- Munnozia campii
- Munnozia liaboides
- Mutisia discoidea
- Mutisia magnifica
- Mutisia microcephala
- Mutisia microphylla
- Mutisia rimbachii
- Oblivia ceronii
- Oligactis asplundii
- Oligactis ecuadoriensis
- Oritrophium llanganatense
- Oritrophium ollgaardii
- Pappobolus ecuadoriensis
- Pappobolus juncosae
- Pappobolus nigrescens
- Pappobolus sanchezii
- Paragynoxys regis
- Pentacalia carchiensis
- Pentacalia carmelana
- Pentacalia corazonensis
- Pentacalia dorrii
- Pentacalia floribunda
- Pentacalia hillii
- Pentacalia hurtadoi
- Pentacalia lanceolifolia
- Pentacalia luteynorum
- Pentacalia millei
- Pentacalia moronensis
- Pentacalia napoensis
- Pentacalia palaciosii
- Pentacalia ruficaulis
- Pentacalia sevillana
- Pentacalia zakii
- Pentacalia zamorana
- Phalacraea ecuadorensis
- Plagiocheilus peduncularis
- Pluchea obovata
- Pseudogynoxys sodiroi
- Pulicaria vieraeoides
- Scalesia aspera
- Scalesia baurii
- Scalesia crockeri
- Scalesia helleri
- Scalesia incisa
- Scalesia pedunculata
- Scalesia retroflexa
- Scalesia stewartii
- Scalesia villosa
- Sciadocephala asplundii
- Stevia bertholdii
- Stevia crenata
- Verbesina kingii
- Verbesina pseudoclausseni
- Verbesina rivetii
- Verbesina rupestris
- Verbesina saloyensis
- Vernonia bamendae
- Vernonia unicata
- Vernonia zollingerianoides
- Viguiera sodiroi
- Werneria graminifolia
- Xenophyllum rigidum
- Xenophyllum roseum

#### Calycerales

##### Calyceraceae
- Nastanthus falklandicus

#### Campanulales

##### Campanulaceae
- Burmeistera brachyandra
- Burmeistera crispiloba
- Burmeistera cylindrocarpa
- Burmeistera loejtnantii
- Burmeistera oblongifolia
- Burmeistera racemiflora
- Burmeistera truncata
- Centropogon arcuatus
- Centropogon baezanus
- Centropogon eurystomus
- Centropogon fimbriatulus
- Centropogon jeppesenii
- Centropogon licayensis
- Centropogon papillosus
- Centropogon quebradanus
- Centropogon rubrodentatus
- Centropogon saltuum
- Centropogon trachyanthus
- Centropogon trichodes
- Clermontia hawaiiensis
- Clermontia oblongifolia
- Cyanea aculeatiflora
- Cyanea fauriei
- Cyanea habenata
- Cyanea hardyi
- Cyanea leptostegia
- Cyanea solenocalyx
- Cyanea tritomantha
- Lobelia hereroensis
- Lysipomia acaulis
- Lysipomia caespitosa
- Lysipomia oellgaardii
- Siphocampylus affinis
- Siphocampylus humboldtianus

##### Goodeniaceae
- Scaevola chanii
- Scaevola muluensis
- Scaevola verticillata

#### Capparales

##### Capparaceae
- Boscia arabica
- Capparis mollicella
- Capparis sandwichiana
- Capparis sprucei
- Maerua elegans

##### Cruciferae
- Cardamine lojanensis
- Draba splendens
- Draba spruceana
- Draba steyermarkii
- Draba stylosa
- Farsetia inconspicua
- Farsetia socotrana
- Hemicrambe townsendii
- Lachnocapsa spathulata
- Lepidium ecuadoriense
- Lepidium quitense
- Phlebolobium maclovianum

##### Moringaceae
- Moringa arborea

#### Caryophyllales

##### Aizoaceae
- Antimima eendornensis
- Conophytum halenbergense
- Frithia pulchra
- Jensenobotrya lossowiana
- Juttadinteria kovisimontana
- Lithops francisci
- Lithops hermetica
- Lithops werneri
- Ruschianthus falcatus
- Schwantesia constanceae

##### Amaranthaceae
- Achyranthes splendens
- Achyranthes talbotii
- Alternanthera areschougii
- Alternanthera corymbiformis
- Alternanthera flavicoma
- Alternanthera galapagensis
- Alternanthera grandis
- Alternanthera helleri
- Alternanthera snodgrassii
- Cyathula fernando-poensis
- Froelichia juncea
- Froelichia nudicaulis
- Iresine pedicellata
- Lithophila subscaposa
- Pleuropetalum darwinii

##### Cactaceae
- Ariocarpus agavoides
- Ariocarpus bravoanus
- Ariocarpus scaphirostris
- Arrojadoa dinae
- Arthrocereus melanurus
- Arthrocereus rondonianus
- Astrophytum asterias
- Brachycereus nesioticus
- Cereus mirabella
- Cipocereus crassisepalus
- Coryphantha hintoniorum
- Cumarinia odorata
- Discocactus catingicola
- Discocactus placentiformis
- Discocactus zehntneri
- Facheiroa cephaliomelana
- Jasminocereus thouarsii
- Lophophora diffusa
- Mammillaria aureilanata
- Mammillaria gasseriana
- Mammillaria mathildae
- Mammillaria microhelia
- Mammillaria rettigiana
- Mammillaria weingartiana
- Melocactus violaceus
- Micranthocereus violaciflorus
- Obregonia denegrii
- Pereskia aureiflora
- Pierrebraunia bahiensis
- Pilosocereus fulvilanatus
- Pseudoacanthocereus brasiliensis
- Rhipsalis cereoides
- Rhipsalis crispata
- Rhipsalis pilocarpa
- Rhipsalis russellii
- Tacinga braunii
- Tacinga werneri
- Thelocactus hastifer
- Turbinicarpus horripilus
- Turbinicarpus laui
- Turbinicarpus lophophoroides
- Turbinicarpus pseudomacrochele
- Turbinicarpus pseudopectinatus
- Turbinicarpus valdezianus
- Uebelmannia gummifera

##### Caryophyllaceae
- Drymaria monticola
- Polycarpaea hassalensis
- Polycarpaea kuriensis
- Polycarpaea paulayana
- Silene biafrae

##### Illecebraceae
- Gymnocarpos bracteatus
- Gymnocarpos kuriensis

##### Nyctaginaceae
- Neea darienensis
- Pisonia donnell-smithii

##### Portulacaceae
- Portulaca kuriensis

#### Celastrales

##### Aquifoliaceae
- Ilex abscondita
- Ilex acutidenticulata
- Ilex anonoides
- Ilex aracamuniana
- Ilex attenuata
- Ilex brevipedicellata
- Ilex caniensis
- Ilex costaricensis
- Ilex cowanii
- Ilex ericoides
- Ilex florifera
- Ilex glabella
- Ilex guaiquinimae
- Ilex holstii
- Ilex jelskii
- Ilex karuaiana
- Ilex lasseri
- Ilex lechleri
- Ilex maingayi
- Ilex mathewsii
- Ilex neblinensis
- Ilex palawanica
- Ilex pallida
- Ilex parvifructa
- Ilex praetermissa
- Ilex puberula
- Ilex quercetorum
- Ilex tolucana
- Ilex trachyphylla
- Ilex vaccinoides
- Ilex vulcanicola

##### Celastraceae
- Bhesa ceylanica
- Elaeodendron laneanum
- Euonymus angulatus
- Euonymus lanceifolia
- Euonymus morrisonensis
- Euonymus walkeri
- Glyptopetalum lawsonii
- Glyptopetalum palawanense
- Gyminda orbicularis
- Gymnosporia bachmannii
- Kokoona coriacea
- Kokoona leucoclada
- Kokoona sabahana
- Kokoona sessilis
- Lophopetalum sessilifolium
- Maytenus abbottii
- Maytenus curtissii
- Maytenus harenensis
- Maytenus matudai
- Maytenus microcarpa
- Maytenus oleosa
- Maytenus ponceana
- Maytenus sp. nov. A
- Maytenus stipitata
- Microtropis argentea
- Microtropis borneensis
- Microtropis fascicularis
- Microtropis keningauensis
- Microtropis rigida
- Microtropis sabahensis
- Microtropis sarawakensis
- Microtropis tenuis
- Peritassa killipii
- Perrottetia excelsa
- Pseudosalacia streyi
- Salacia mamba
- Salacia miegei
- Sarawakodendron filamentosum
- Zinowiewia madsenii

##### Dichapetalaceae
- Dichapetalum asplundeanum
- Dichapetalum bocageanum
- Dichapetalum costaricense
- Stephanopodium longipedicellatum
- Stephanopodium magnifolium
- Tapura arachnoidea
- Tapura carinata
- Tapura ivorensis
- Tapura letestui
- Tapura neglecta
- Tapura orbicularis

##### Icacinaceae
- Alsodeiopsis schumannii
- Cantleya corniculata
- Desmostachys vogelii
- Gomphandra comosa
- Grisollea thomassetii
- Mappia racemosa
- Metteniusa cundinamarcensis
- Metteniusa edulis
- Metteniusa huilensis
- Metteniusa santanderensis

#### Cornales

##### Alangiaceae
- Alangium circulare
- Alangium havilandii
- Alangium longiflorum

##### Cornaceae
- Cornus disciflora
- Cornus monbeigii
- Diplopanax stachyanthus
- Mastixia glauca
- Mastixia macrocarpa
- Mastixia macrophylla
- Mastixia nimali
- Mastixia tetrandra

##### Melanophyllaceae
- Melanophylla madagascariensis

#### Dilleniales

##### Dilleniaceae
- Dillenia ferruginea
- Dillenia fischeri
- Dillenia luzoniensis
- Dillenia megalantha
- Dillenia philippinensis
- Dillenia reifferscheidtia

#### Dipsacales

##### Adoxaceae
- Sinadoxa corydalifolia

##### Caprifoliaceae
- Heptacodium miconioides
- Sambucus tigranii
- Viburnum arboreum
- Viburnum tridentatum

##### Dipsacaceae
- Dipsacus narcisseanus

##### Valerianaceae
- Valeriana buxifolia
- Valeriana cernua
- Valeriana coleophylla

#### Ebenales

##### Ebenaceae
- Diospyros acuminata
- Diospyros albiflora
- Diospyros amaniensis
- Diospyros atrata
- Diospyros barberi
- Diospyros barteri
- Diospyros blancoi
- Diospyros blumutensis
- Diospyros boutoniana
- Diospyros celebica
- Diospyros chaetocarpa
- Diospyros conformis
- Diospyros daemona
- Diospyros fastidiosa
- Diospyros feliciana
- Diospyros gambleana
- Diospyros greenwayi
- Diospyros hirsuta
- Diospyros impolita
- Diospyros insidiosa
- Diospyros kingii
- Diospyros kupensis
- Diospyros leucomelas
- Diospyros littorea
- Diospyros margaretae
- Diospyros melanida
- Diospyros minimifolia
- Diospyros nebulosa
- Diospyros neraudii
- Diospyros oblongifolia
- Diospyros perplexa
- Diospyros pterocalyx
- Diospyros pulgarensis
- Diospyros pustulata
- Diospyros quaesita
- Diospyros revaughanii
- Diospyros selangorensis
- Diospyros seychellarum
- Diospyros tero
- Diospyros tessellaria
- Diospyros thwaitesii
- Diospyros trichophylla
- Diospyros trisulca
- Diospyros walkeri
- Euclea balfourii
- Euclea laurina

##### Sapotaceae
- Baillonella toxisperma
- Chrysophyllum acreanum
- Chrysophyllum albipilum
- Chrysophyllum paranaense
- Chrysophyllum pauciflorum
- Chrysophyllum revolutum
- Chrysophyllum splendens
- Delpydora macrophylla
- Ecclinusa lancifolia
- Ecclinusa orinocoensis
- Ecclinusa parviflora
- Gluema ivorensis
- Lecomtedoxa nogo
- Leptostylis multiflora
- Leptostylis petiolata
- Madhuca aristulata
- Madhuca betis
- Madhuca fulva
- Madhuca hainanensis
- Madhuca longistyla
- Madhuca moonii
- Madhuca oblongifolia
- Madhuca obovatifolia
- Madhuca pasquieri
- Madhuca penicillata
- Madhuca ridleyi
- Madhuca rufa
- Madhuca sessiliflora
- Manilkara bolivarensis
- Manilkara cavalcantei
- Manilkara excelsa
- Manilkara maxima
- Manilkara pleeana
- Manilkara pubicarpa
- Manilkara valenzuelana
- Micropholis brochidodroma
- Micropholis compta
- Micropholis polita
- Micropholis resinifera
- Micropholis spectabilis
- Micropholis venamoensis
- Mimusops acutifolia
- Mimusops riparia
- Mimusops sechellarum
- Neohemsleya usambarensis
- Nesoluma polynesicum
- Nesoluma st.-johnianum
- Niemeyera francei
- Northia hornei
- Palaquium bataanense
- Palaquium bourdillonii
- Palaquium grande
- Palaquium impressionervium
- Palaquium luzoniense
- Palaquium mindanaense
- Palaquium neoebudicum
- Palaquium pauciflorum
- Palaquium philippense
- Palaquium rubiginosum
- Palaquium thwaitesii
- Palaquium zeylanicum
- Pouteria amygdalina
- Pouteria arcuata
- Pouteria areolatifolia
- Pouteria arguacoensium
- Pouteria aristata
- Pouteria austin-smithii
- Pouteria bapeba
- Pouteria belizensis
- Pouteria benai
- Pouteria bonneriana
- Pouteria briocheoides
- Pouteria bullata
- Pouteria calistophylla
- Pouteria chiricana
- Pouteria collina
- Pouteria congestifolia
- Pouteria crassiflora
- Pouteria filiformis
- Pouteria fossicola
- Pouteria foveolata
- Pouteria furcata
- Pouteria glauca
- Pouteria gracilis
- Pouteria kaieteurensis
- Pouteria krukovii
- Pouteria leptopedicellata
- Pouteria longifolia
- Pouteria lucens
- Pouteria macrocarpa
- Pouteria microstrigosa
- Pouteria nemorosa
- Pouteria nudipetala
- Pouteria oppositifolia
- Pouteria pachyphylla
- Pouteria penicillata
- Pouteria peruviensis
- Pouteria petiolata
- Pouteria pisquiensis
- Pouteria pseudoracemosa
- Pouteria puberula
- Pouteria pubescens
- Pouteria putamen-ovi
- Pouteria rufotomentosa
- Pouteria semecarpifolia
- Pouteria sessilis
- Pouteria silvestris
- Pouteria sipapoensis
- Pouteria squamosa
- Pouteria triplarifolia
- Pouteria vernicosa
- Pouteria villamilii
- Pradosia cuatrecasasii
- Pradosia granulosa
- Pradosia montana
- Pradosia subverticillata
- Pycnandra kaalaensis
- Sarcaulus inflexus
- Sarcaulus oblatus
- Sarcaulus vestitus
- Sarcaulus wurdackii
- Sideroxylon acunae
- Sideroxylon altamiranoi
- Sideroxylon anomalum
- Sideroxylon bullatum
- Sideroxylon confertum
- Sideroxylon dominicanum
- Sideroxylon durifolium
- Sideroxylon eucoriaceum
- Sideroxylon fimbriatum
- Sideroxylon hirtiantherum
- Sideroxylon ibarrae
- Sideroxylon jubilla
- Sideroxylon mirmulano
- Sideroxylon peninsulare
- Sideroxylon socorrense
- Sideroxylon stevensonii
- Spiniluma discolor
- Synsepalum aubrevillei
- Synsepalum glycydora
- Synsepalum kassneri
- Vincentella densiflora
- Vitellaria paradoxa
- Vitellariopsis cuneata
- Vitellariopsis ferruginea
- Vitellariopsis kirkii

##### Styracaceae
- Halesia macgregorii
- Huodendron parviflorum
- Pamphilia vilcabambae
- Pterostyrax psilophylla
- Sinojackia dolichocarpa
- Sinojackia xylocarpa
- Styrax argyrophyllus
- Styrax crotonoides
- Styrax ferax
- Styrax foveolaria
- Styrax fraserensis
- Styrax litseoides
- Styrax mathewsii
- Styrax peruvianum
- Styrax socialis
- Styrax tafelbergensis

##### Symplocaceae
- Symplocos baehnii
- Symplocos bractealis
- Symplocos calycodactylos
- Symplocos canescens
- Symplocos chloroleuca
- Symplocos clethrifolia
- Symplocos coccinea
- Symplocos cordifolia
- Symplocos costata
- Symplocos fuscata
- Symplocos hispidula
- Symplocos lugubris
- Symplocos mezii
- Symplocos peruviana
- Symplocos rimbachii
- Symplocos subandina
- Symplocos tacanensis
- Symplocos trichoclada
- Symplocos tubulifera
- Symplocos verrucisurcula

#### Ericales

##### Clethraceae
- Clethra javanica
- Clethra parallelinervia

##### Ericaceae
- Arbutus canariensis
- Arbutus pavarii
- Arctostaphylos catalinae
- Craibiodendron scleranthum
- Diplycosia pilosa
- Gaultheria nubigena
- Macleania loeseneriana
- Philippia nyassana
- Rhododendron album
- Rhododendron cyanocarpum
- Rhododendron jucundum
- Rhododendron loerzingii
- Rhododendron subansiriense
- Rhododendron wattii
- Vaccinium bissei

#### Euphorbiales

##### Buxaceae
- Buxus arborea
- Buxus obtusifolia

##### Euphorbiaceae
- Acalypha andina
- Acalypha hontauyuensis
- Acalypha lepinei
- Acalypha suirenbiensis
- Acalypha tunguraguae
- Acidocroton verrucosus
- Agrostistachys coriacea
- Alchornea sodiroi
- Amanoa bracteosa
- Amanoa strobilacea
- Andrachne schweinfurthii
- Antidesma obliquinervium
- Antidesma pyrifolium
- Antidesma subolivaceum
- Aporusa cardiosperma
- Aporusa elliptifolia
- Aporusa lanceolata
- Aristogeitonia monophylla
- Austrobuxus cracens
- Baccaurea glabrifolia
- Baccaurea odoratissima
- Bridelia kurzii
- Bridelia moonii
- Bridelia whitmorei
- Cephalocroton socotranus
- Cephalomappa sinensis
- Chaetocarpus coriaceus
- Chamaesyce atoto
- Chamaesyce atrococca
- Chamaesyce sachetiana
- Chamaesyce sparsiflora
- Cleidiocarpon cavaleriei
- Cleidion lochmios
- Cleidion marginatum
- Cleidion veillonii
- Cleistanthus bracteosus
- Cleistanthus collinus
- Cleistanthus evrardii
- Cleistanthus ferrugineus
- Cleistanthus glandulosus
- Cleistanthus glaucus
- Cleistanthus malabaricus
- Cleistanthus parvifolius
- Cleistanthus petelotii
- Cocconerion minus
- Croton aubrevillei
- Croton coriaceus
- Croton dictyophlebodes
- Croton elegans
- Croton jatrophoides
- Croton kelantanicus
- Croton lucidus
- Croton phuquocensis
- Croton sarcocarpus
- Croton sordidus
- Croton stellulifer
- Croton sulcifructus
- Croton touranensis
- Crotonogyne strigosa
- Crotonogyne zenkeri
- Discoclaoxylon occidentale
- Drypetes afzelii
- Drypetes detersibilis
- Drypetes gerrardinoides
- Drypetes glabra
- Drypetes henriquesii
- Drypetes molundana
- Drypetes nervosa
- Drypetes obanensis
- Drypetes oxyodonta
- Drypetes palawanensis
- Drypetes pellegrinii
- Drypetes perakensis
- Drypetes preussii
- Drypetes sclerophylla
- Drypetes singroboensis
- Drypetes staudtii
- Drypetes wightii
- Erythrococca columnaris
- Euphorbia alfredii
- Euphorbia ambarivatoensis
- Euphorbia ambovombensis
- Euphorbia ammak
- Euphorbia analalavensis
- Euphorbia annamarieae
- Euphorbia apurimacensis
- Euphorbia aureoviridiflora
- Euphorbia banae
- Euphorbia beharensis
- Euphorbia bemarahaensis
- Euphorbia benoistii
- Euphorbia biaculeata
- Euphorbia boissieri
- Euphorbia boiteaui
- Euphorbia bongolavensis
- Euphorbia bosseri
- Euphorbia bulbispina
- Euphorbia bwambensis
- Euphorbia capuronii
- Euphorbia cedrorum
- Euphorbia cremersii
- Euphorbia cussonioides
- Euphorbia delphinensis
- Euphorbia denisiana
- Euphorbia doloensis
- Euphorbia ensifolia
- Euphorbia famatamboay
- Euphorbia fianarantsoae
- Euphorbia gottlebei
- Euphorbia grandidieri
- Euphorbia hajhirensis
- Euphorbia hildebrandtii
- Euphorbia hofstaetteri
- Euphorbia itremensis
- Euphorbia jamesonii
- Euphorbia kuriensis
- Euphorbia leistneri
- Euphorbia leuconeura
- Euphorbia lividiflora
- Euphorbia lophogona
- Euphorbia mahabobokensis
- Euphorbia mahafalensis
- Euphorbia mangelsdorffii
- Euphorbia martinae
- Euphorbia melanocarpa
- Euphorbia meuleniana
- Euphorbia moratii
- Euphorbia namuskluftensis
- Euphorbia noxia
- Euphorbia obcordata
- Euphorbia otjipembana
- Euphorbia paulianii
- Euphorbia pellegrini
- Euphorbia perrieri
- Euphorbia platyclada
- Euphorbia primulifolia
- Euphorbia randrianjohanyi
- Euphorbia rauhii
- Euphorbia retrospina
- Euphorbia rossii
- Euphorbia sakarahaensis
- Euphorbia salota
- Euphorbia socotrana
- Euphorbia subpeltatophylla
- Euphorbia thouarsiana
- Euphorbia thulinii
- Euphorbia trichophylla
- Euphorbia uniglans
- Euphorbia vajravelui
- Euphorbia vezorum
- Euphorbia waringiae
- Euphorbia zakamenae
- Excoecaria benthamiana
- Glochidion bourdillonii
- Glochidion carrickii
- Glochidion grantii
- Glochidion insulare
- Glochidion johnstonei
- Glochidion manono
- Glochidion nadeaudii
- Glochidion pitcairnense
- Glochidion stylosum
- Glochidion symingtonii
- Grimmeodendron jamaicense
- Grossera elongata
- Gymnanthes glandulosa
- Hamilcoa zenkeri
- Hieronima macrocarpa
- Homalanthus polyandrus
- Hyeronima jamaicensis
- Jatropha bullockii
- Jatropha chamelensis
- Joannesia princeps
- Lasiococca malaccensis
- Lasiocroton fawcettii
- Lasiocroton harrisii
- Macaranga beillei
- Macaranga bicolor
- Macaranga caudatifolia
- Macaranga congestiflora
- Macaranga conglomerata
- Macaranga grandifolia
- Macaranga huahineensis
- Macaranga paxii
- Mallotus atrovirens
- Mallotus fuscescens
- Mallotus odoratus
- Micrococca scariosa
- Mildbraedia carpinifolia
- Monadenium arborescens
- Monadenium elegans
- Paranecepsia alchorneifolia
- Parodiodendron marginivillosum
- Phyllanthus cauliflorus
- Phyllanthus eximius
- Phyllanthus profusus
- Pseudagrostistachys africana
- Ptychopyxis triradiata
- Pycnocoma littoralis
- Pycnocoma macrantha
- Reutealis trisperma
- Sapium aubrevillei
- Sapium bourgeaui
- Sapium luzonicum
- Sapium saltense
- Sapium triloculare
- Sebastiania alpina
- Sebastiania huallagensis
- Securinega flexuosa
- Sibangea pleioneura
- Suregada lithoxyla
- Tannodia swynnertonii
- Tetrorchidium ulugurense
- Trigonostemon arboreus
- Trigonostemon fragilis
- Zimmermannia capillipes
- Zimmermannia nguruensis
- Zimmermannia ovata
- Zimmermannia stipularis

#### Fabales

##### Leguminosae
- Abarema abbottii
- Abarema bigemina
- Abarema callejasii
- Abarema centiflora
- Abarema cochliacarpos
- Abarema filamentosa
- Abarema ganymedea
- Abarema josephi
- Abarema killipii
- Abarema lehmannii
- Abarema obovata
- Abarema oxyphyllidia
- Abarema racemiflora
- Abarema turbinata
- Acacia albicorticata
- Acacia campbellii
- Acacia crassicarpa
- Acacia densispina
- Acacia etilis
- Acacia ferruginea
- Acacia flagellaris
- Acacia koaia
- Acacia manubensis
- Acacia prasinata
- Acacia pseudonigrescens
- Acacia purpurea
- Acacia venosa
- Acacia villosa
- Adenanthera bicolor
- Adenanthera intermedia
- Adenopodia rotundifolia
- Afzelia africana
- Afzelia bipindensis
- Afzelia pachyloba
- Afzelia rhomboidea
- Albizia berteriana
- Albizia buntingii
- Albizia burkartiana
- Albizia carrii
- Albizia edwarllii
- Albizia ferruginea
- Albizia leonardii
- Albizia obbiadensis
- Albizia suluensis
- Amburana acreana
- Andira galeottiana
- Angylocalyx braunii
- Angylocalyx talbotii
- Anthonotha lebrunii
- Anthonotha nigerica
- Anthonotha obanensis
- Anthonotha vignei
- Arapatiella psilophylla
- Archidendron forbesii
- Archidendron oblongum
- Archidendropsis glandulosa
- Archidendropsis lentiscifolia
- Archidendropsis paivana
- Astragalus sprucei
- Ateleia salicifolia
- Baphia abyssinica
- Baphia dewildeana
- Baphia heudelotiana
- Baphia keniensis
- Baphia kirkii
- Baphia latiloi
- Baphia macrocalyx
- Baphia obanensis
- Baphia semseiana
- Baphia speciosa
- Bauhinia augusti
- Bauhinia bowkeri
- Bauhinia loeseneriana
- Bauhinia pichinchensis
- Belairia parvifolia
- Berlinia coriacea
- Berlinia occidentalis
- Berlinia orientalis
- Brachystegia bakeriana
- Brachystegia kennedyi
- Brachystegia nigerica
- Brachystegia zenkeri
- Browneopsis excelsa
- Bussea xylocarpa
- Caesalpinia nhatrangense
- Caesalpinia paraguariensis
- Calliandra comosa
- Calliandra decrescens
- Calliandra paniculata
- Calliandra pilosa
- Calliandra tumbeziana
- Calpocalyx atlanticus
- Calpocalyx brevifolius
- Calpocalyx cauliflorus
- Calpocalyx heitzii
- Calpocalyx klainei
- Calpocalyx letestui
- Calpocalyx ngouiensis
- Cassia aldabrensis
- Cassia aubrevillei
- Centrolobium yavizanum
- Chamaecrista bucherae
- Chloroleucon chacoense
- Chloroleucon eurycyclum
- Chloroleucon extortum
- Chordospartium stevensonii
- Clitoria moyobambensis
- Clitoria woytkowskii
- Copaifera epunctata
- Copaifera panamensis
- Copaifera salikounda
- Cordeauxia edulis
- Cordyla haraka
- Cordyla richardii
- Coursetia brachyrachis
- Coursetia gracilis
- Coursetia hypoleuca
- Craibia atlantica
- Cratylia bahiensis
- Crotalaria bamendae
- Crotalaria ledermannii
- Crotalaria socotrana
- Crudia balachandrae
- Crudia brevipes
- Crudia lanceolata
- Crudia penduliflora
- Crudia scortechinii
- Crudia splendens
- Cryptosepalum tetraphyllum
- Cynometra brachyrrhachis
- Cynometra engleri
- Cynometra inaequifolia
- Cynometra longipedicellata
- Cynometra suaheliensis
- Cynometra webberi
- Dalbergia acariiantha
- Dalbergia aurea
- Dalbergia balansae
- Dalbergia baronii
- Dalbergia catipenonii
- Dalbergia chapelieri
- Dalbergia chlorocarpa
- Dalbergia cochinchinensis
- Dalbergia glaberrima
- Dalbergia glomerata
- Dalbergia hildebrandtii
- Dalbergia hutibertii
- Dalbergia latifolia
- Dalbergia lemurica
- Dalbergia madagascariensis
- Dalbergia monticola
- Dalbergia neoperrieri
- Dalbergia nigra
- Dalbergia odorifera
- Dalbergia orientalis
- Dalbergia pseudobaronii
- Dalbergia purpurascens
- Dalbergia retusa
- Dalbergia simpsonii
- Dalbergia tonkinensis
- Dalbergia tricolor
- Dalbergia vacciniifolia
- Dalbergia viguieri
- Dalea jamesonii
- Daniellia oblonga
- Delonix regia
- Dialium holtzii
- Dichrostachys dehiscens
- Dicraeopetalum capuroniana
- Dicraeopetalum mahafaliensis
- Dicraeopetalum stipulare
- Dipteryx alata
- Dipteryx charapilla
- Dussia foxii
- Englerodendron usambarense
- Erythrina elenae
- Erythrina euodiphylla
- Erythrina haerdii
- Erythrina hazomboay
- Erythrina polychaeta
- Erythrina sacleuxii
- Erythrina tuxtlana
- Eurypetalum unijugum
- Fordia incredibilis
- Fordia lanceolata
- Fordia ophirensis
- Fordia pauciflora
- Gilbertiodendron bilineatum
- Gilbertiodendron klainei
- Gilbertiodendron pachyanthum
- Gilbertiodendron robynsianum
- Gilbertiodendron splendidum
- Gilletiodendron glandulosum
- Gleditsia assamica
- Gossweilerodendron joveri
- Guibourtia ehie
- Guibourtia schliebenii
- Haplormosia monophylla
- Harpalyce maisiana
- Humboldtia laurifolia
- Hymenaea torrei
- Hymenostegia aubrevillei
- Hymenostegia bakeriana
- Indigofera rothii
- Indigofera sokotrana
- Inga allenii
- Inga amboroensis
- Inga andersonii
- Inga approximata
- Inga aptera
- Inga augusti
- Inga balsapambensis
- Inga bicoloriflora
- Inga bijuga
- Inga bollandii
- Inga bullata
- Inga bullatorugosa
- Inga calantha
- Inga calanthoides
- Inga calcicola
- Inga canonegrensis
- Inga caudata
- Inga chiapensis
- Inga coragypsea
- Inga cuspidata
- Inga cynometrifolia
- Inga dominicensis
- Inga dwyeri
- Inga exilis
- Inga extra-nodis
- Inga fosteriana
- Inga gereauana
- Inga grazielae
- Inga hispida
- Inga interfluminensis
- Inga ismaelis
- Inga lenticellata
- Inga lentiscifolia
- Inga leptantha
- Inga leptingoides
- Inga macarenensis
- Inga macrantha
- Inga martinicensis
- Inga microcalyx
- Inga mucuna
- Inga neblinensis
- Inga pallida
- Inga pauciflora
- Inga pleiogyna
- Inga pluricarpellata
- Inga portobellensis
- Inga praegnans
- Inga saffordiana
- Inga salicifoliola
- Inga saltensis
- Inga santaremnensis
- Inga silanchensis
- Inga skutchii
- Inga spiralis
- Inga suborbicularis
- Inga tenuicalyx
- Inga unica
- Inga xinguensis
- Inga yasuniana
- Intsia acuminata
- Intsia bijuga
- Isoberlinia scheffleri
- Jacqueshuberia loretensis
- Julbernardia magnistipulata
- Kalappia celebica
- Koompassia grandiflora
- Kotschya platyphylla
- Lecointea ovalifolia
- Lennea viridiflora
- Leucaena cuspidata
- Leucaena greggii
- Leucaena lempirana
- Leucaena pueblana
- Leucochloron foederale
- Leucostegane latistipulata
- Loesenera kalantha
- Loesenera talbotii
- Lonchocarpus calcaratus
- Lonchocarpus chiricanus
- Lonchocarpus santarosanus
- Lotus mollis
- Lupinus macbrideanus
- Machaerium chambersii
- Machaerium cuzcoense
- Machaerium glabripes
- Machaerium villosum
- Macrolobium amplexans
- Macrolobium stenopetalum
- Macrolobium taylorii
- Macrosamanea macrocalyx
- Macrosamanea prancei
- Microberlinia brazzavillensis
- Millettia bussei
- Millettia capuronii
- Millettia conraui
- Millettia decipiens
- Millettia elongistyla
- Millettia eriocarpa
- Millettia galliflagrans
- Millettia lacus-alberti
- Millettia macrophylla
- Millettia micans
- Millettia pterocarpa
- Millettia sacleuxii
- Millettia schliebenii
- Millettia semsei
- Millettia sericantha
- Millettia unifoliata
- Millettia warneckei
- Mimosa andina
- Mimosa caesalpiniaefolia
- Mimosa nothacacia
- Monopetalanthus compactus
- Monopetalanthus durandii
- Neoharmsia madagascariensis
- Newtonia paucijuga
- Ormocarpopsis mandrarensis
- Ormocarpopsis parvifolia
- Ormocarpum dhofarense
- Ormosia grandistipulata
- Ormosia polita
- Oxystigma msoo
- Paramachaerium schunkei
- Parkia korom
- Parkia parvifoliola
- Pericopsis mooniana
- Phylloxylon xylophylloides
- Piptadenia weberbaueri
- Pithecellobium gracile
- Pithecellobium grisebachianum
- Pithecellobium pithecolobioides
- Pithecellobium savannarum
- Plathymenia foliolosa
- Platymiscium gracile
- Poecilanthe ovalifolia
- Pongamia velutina
- Pongamiopsis viguieri
- Prosopis abbreviata
- Pseudosamanea cubana
- Pterocarpus indicus
- Pterocarpus marsupium
- Saraca asoca
- Sclerolobium striatum
- Senna caudata
- Senna domingensis
- Serianthes calycina
- Serianthes margaretae
- Serianthes vitiensis
- Sindora inermis
- Sindora javanica
- Sindora supa
- Sophora fernandeziana
- Sophora masafuerana
- Storckiella vitiensis
- Stryphnodendron harbesonii
- Stuhlmannia moavi
- Swartzia haughtii
- Swartzia rediviva
- Swartzia santanderensis
- Sympetalandra schmutzii
- Taverniera sericophylla
- Tephrosia pondoensis
- Tephrosia socotrana
- Tetraberlinia tubmaniana
- Umtiza listeriana
- Vaughania cloiselii
- Xanthocercis madagascariensis
- Xanthocercis rabiensis
- Zenkerella egregia
- Zenkerella perplexa
- Zygia oriunda

#### Fagales

##### Betulaceae
- Betula oycoviensis
- Betula pamirica

##### Fagaceae
- Castanopsis concinna
- Castanopsis nephelioides
- Castanopsis scortechinii
- Castanopsis wallichii
- Fagus hayatae
- Fagus longipetiolata
- Lithocarpus burkillii
- Lithocarpus curtisii
- Lithocarpus erythrocarpus
- Lithocarpus hendersonianus
- Lithocarpus indutus
- Lithocarpus kingii
- Lithocarpus maingayi
- Lithocarpus ovalis
- Nothofagus discoidea
- Nothofagus glauca
- Nothofagus stylosa
- Quercus arkansana
- Quercus benthamii
- Quercus buckleyi
- Quercus bumelioides
- Quercus cedrosensis
- Quercus costaricensis
- Quercus deliquescens
- Quercus devia
- Quercus engelmannii
- Quercus flagellifera
- Quercus galeanensis
- Quercus germana
- Quercus hintoniorum
- Quercus macdonaldii
- Quercus macdougallii
- Quercus purulhana
- Quercus rapurahuensis
- Quercus skinneri
- Quercus subspathulata
- Quercus tomentella
- Quercus uxoris
- Quercus vincentensis
- Quercus xalapensis
- Trigonobalanus excelsa

##### Ticodendraceae
- Ticodendron incognitum

#### Gentianales

##### Apocynaceae
- Allomarkgrafia ecuatoriana
- Alstonia beatricis
- Alstonia breviloba
- Alstonia henryi
- Alstonia penangiana
- Alstonia rubiginosa
- Aspidosperma curranii
- Cerberiopsis obtusifolia
- Dyera polyphylla
- Kibatalia elmeri
- Kibatalia gitingensis
- Kibatalia macgregori
- Kibatalia merrilliana
- Kibatalia villosa
- Kibatalia wigmani
- Kopsia lancifolia
- Kopsia singaporensis
- Kopsia sleesiana
- Kopsia tenuis
- Malouetia isthmica
- Melodinus axillaris
- Melodinus yunnanensis
- Neisosperma brevituba
- Ochrosia grandiflora
- Pleioceras orientale
- Pteralyxia macrocarpa
- Stemmadenia pauli
- Strempeliopsis arborea
- Tabernaemontana antheonycta
- Tabernaemontana cordata
- Tabernaemontana ochroleuca
- Tabernaemontana oppositifolia
- Tabernaemontana remota
- Willughbeia cirrhifera
- Wrightia lanceolata
- Wrightia lecomtei
- Wrightia viridiflora

##### Asclepiadaceae
- Belostemma yunnanense
- Biondia chinensis
- Cosmostigma hainanense
- Cryptolepis macrophylla
- Cryptolepis socotrana
- Cynanchum anderssonii
- Cynanchum bifidum
- Cynanchum chimboracense
- Cynanchum ellemannii
- Cynanchum erikseniae
- Cynanchum fasciculiflorum
- Cynanchum harlingii
- Cynanchum longecalicinum
- Cynanchum nielsenii
- Cynanchum quitense
- Cynanchum stenospira
- Cynanchum taihangense
- Ditassa anderssonii
- Dolichopetalum kwangsiense
- Echidnopsis bentii
- Echidnopsis inconspicua
- Echidnopsis insularis
- Echidnopsis milleri
- Echidnopsis socotrana
- Gonolobus saraguranus
- Hoya pandurata
- Marsdenia robusta
- Matelea harlingii
- Matelea pastazana
- Matelea porphyrocephala
- Secamone cuneifolia
- Secamone racemosa
- Socotrella dolichocnema
- Tylophora urceolata

##### Gentianaceae
- Exacum caeruleum
- Gentianella crassulifloia
- Gentianella fastigiata
- Gentianella gilioides
- Gentianella hypericoides
- Gentianella hyssopifolia
- Gentianella oellgaardii
- Gentianella profusa
- Gentianella saxifragoides
- Gentianella sulphurea
- Macrocarpaea harlingii
- Macrocarpaea thamnoides

##### Loganiaceae
- Anthocleista microphylla
- Anthocleista scandens
- Geniostoma umbellatum
- Neuburgia tubiflora
- Strychnos benthami
- Strychnos elaeocarpa
- Strychnos mellodora
- Strychnos millepunctata
- Strychnos staudtii

#### Geraniales

##### Balsaminaceae
- Impatiens etindensis
- Impatiens morsei
- Impatiens sakerana

##### Dirachmaceae
- Dirachma socotrana

##### Geraniaceae
- Geranium chimborazense
- Geranium ecuadoriense
- Geranium guamanense
- Geranium holm-nielsenii
- Geranium loxense
- Geranium sericeum

##### Oxalidaceae
- Biophytum heinrichsae
- Oxalis rufescens
- Sarcotheca ochracea

##### Tropaeolaceae
- Tropaeolum asplundii
- Tropaeolum brideanum
- Tropaeolum huigrense
- Tropaeolum leonis
- Tropaeolum magnificum
- Tropaeolum papillosum

#### Haloragales

##### Gunneraceae
- Gunnera aequatoriensis

#### Hamamelidales

##### Hamamelidaceae
- Chunia bucklandioides
- Embolanthera spicata
- Maingaya malayana
- Matudaea trinervia
- Tetrathyrium subcordatum
- Trichocladus goetzei

##### Platanaceae
- Platanus kerrii

#### Illiciales

##### Illiciaceae
- Illicium kinabaluensis
- Illicium ternstroemioides

#### Juglandales

##### Juglandaceae
- Alfaroa hondurensis
- Alfaroa mexicana
- Engelhardia danumensis
- Engelhardia kinabaluensis
- Engelhardia mendalomensis
- Juglans californica
- Juglans insularis
- Juglans jamaicensis
- Juglans peruviana

##### Rhoipteleaceae
- Rhoiptelea chiliantha

#### Lamiales

##### Avicenniaceae
- Avicennia lanata

##### Boraginaceae
- Cordia anisophylla
- Cordia cicatricosa
- Cordia clarendonensis
- Cordia croatii
- Cordia harrisii
- Cordia mandimbana
- Cordia mukuensis
- Cordia platythyrsa
- Cordia ramirezii
- Cordia scouleri
- Cordia stuhlmannii
- Cordia troyana
- Cordia valenzuelana
- Echiochilon pulvinata
- Echium callithyrsum
- Ehretia scrobiculata
- Heliotropium aff. wagneri
- Heliotropium anderssonii
- Heliotropium argenteum
- Heliotropium dentatum
- Heliotropium kuriense
- Heliotropium nigricans
- Heliotropium paulayanum
- Heliotropium riebeckii
- Heliotropium wagneri
- Rochefortia acrantha
- Tiquilia nesiotica
- Tournefortia rufo-sericea
- Trichodesma scotti
- Wellstedia socotrana

##### Labiatae
- Lepechinia mutica
- Lepechinia paniculata
- Lepechinia rufocampii
- Leucas flagellifolia
- Leucas hagghierensis
- Leucas penduliflora
- Leucas samhaensis
- Orthosiphon ferrugineus
- Plectranthus cataractarum
- Plectranthus unguentarius
- Salvia austromelissodora
- Salvia curticalyx
- Salvia flocculosa
- Salvia leucocephala
- Salvia trachyphylla
- Scutellaria alborosea
- Scutellaria sarmentosa
- Stachys sprucei

##### Verbenaceae
- Aegiphila fasciculata
- Aegiphila monstrosa
- Aegiphila panamensis
- Aegiphila purpurascens
- Aegiphila rimbachii
- Aegiphila skutchii
- Citharexylum gentryi
- Citharexylum grandiflorum
- Citharexylum lojense
- Citharexylum quereifolium
- Citharexylum rimbachii
- Citharexylum suberosum
- Citharexylum ternatum
- Clerodendrum anomalum
- Clerodendrum calcicola
- Clerodendrum denticulatum
- Clerodendrum galeatum
- Clerodendrum leucophloeum
- Coelocarpum haggierensis
- Gmelina hainanensis
- Lantana pastazensis
- Lippia salicifolia
- Oxera cauliflora
- Oxera macrocalyx
- Oxera nuda
- Premna grandifolia
- Premna hans-joachimii
- Premna maxima
- Premna schliebenii
- Premna szemaoensis
- Premna tanganyikensis
- Rhaphithamnus venustus
- Stachytarpheta steyermarkii
- Vitex acunae
- Vitex ajugaeflora
- Vitex amaniensis
- Vitex keniensis
- Vitex parviflora
- Vitex urceolata
- Vitex zanzibarensis

#### Laurales

##### Hernandiaceae
- Hernandia catalpifolia
- Hernandia stokesii

##### Lauraceae
- Actinodaphne albifrons
- Actinodaphne ellipticbacca
- Actinodaphne fragilis
- Actinodaphne johorensis
- Actinodaphne lawsonii
- Aiouea bracteata
- Aiouea macedoana
- Alseodaphne hainanensis
- Alseodaphne micrantha
- Alseodaphne paludosa
- Aniba ferrea
- Aniba ferruginea
- Aniba intermedia
- Aniba novo-granatensis
- Aniba percoriacea
- Aniba santalodora
- Aniba vaupesiana
- Aniba vulcanicola
- Beilschmiedia ambigua
- Beilschmiedia bracteata
- Beilschmiedia brevipes
- Beilschmiedia giorgii
- Beilschmiedia kweo
- Beilschmiedia mayumbensis
- Beilschmiedia membranacea
- Beilschmiedia ugandensis
- Beilschmiedia vermoesenii
- Cinnadenia malayana
- Cinnamomum capparu-coronde
- Cinnamomum litseifolium
- Cinnamomum macrostemon
- Cinnamomum mathewsii
- Cinnamomum mercadoi
- Cinnamomum osmophloeum
- Cinnamomum parviflorum
- Cinnamomum perrottetii
- Cinnamomum reticulatum
- Cinnamomum riparium
- Cryptocarya beddomei
- Cryptocarya stocksii
- Cryptocarya wightiana
- Dicypellium caryophyllaceum
- Endiandra lecardii
- Endiandra scrobiculata
- Eusideroxylon zwageri
- Licaria cubensis
- Licaria velutina
- Litsea claviflora
- Litsea gardneri
- Litsea gracilis
- Litsea iteodaphne
- Litsea leytensis
- Litsea ligustrina
- Litsea longifolia
- Mezilaurus itauba
- Mezilaurus navalium
- Nectandra angusta
- Nectandra apiculata
- Nectandra astyla
- Nectandra barbellata
- Nectandra brittonii
- Nectandra brochidodroma
- Nectandra canaliculata
- Nectandra citrifolia
- Nectandra dasystyla
- Nectandra filiflora
- Nectandra fulva
- Nectandra grisea
- Nectandra guadaripo
- Nectandra heterotricha
- Nectandra hirtella
- Nectandra hypoleuca
- Nectandra latissima
- Nectandra matogrossensis
- Nectandra matudai
- Nectandra micranthera
- Nectandra mirafloris
- Nectandra olida
- Nectandra paranaensis
- Nectandra parviflora
- Nectandra pseudocotea
- Nectandra ramonensis
- Nectandra reflexa
- Nectandra rudis
- Nectandra smithii
- Nectandra sordida
- Nectandra subbullata
- Nectandra wurdackii
- Neolitsea fischeri
- Neolitsea mollissima
- Neolitsea vidalii
- Nothaphoebe condensa
- Ocotea argylei
- Ocotea benthamiana
- Ocotea catharinensis
- Ocotea kenyensis
- Ocotea langsdorffii
- Ocotea otuzcensis
- Ocotea porosa
- Ocotea pretiosa
- Ocotea raimondii
- Ocotea rivularis
- Ocotea robertsoniae
- Ocotea rotundata
- Ocotea uxpanapana
- Ocotea viridiflora
- Persea brenesii
- Persea campii
- Persea floccosa
- Persea glabra
- Persea julianae
- Persea liebmanni
- Persea nudigemma
- Persea obtusifolia
- Persea philippinensis
- Persea ruizii
- Persea schiedeana
- Phoebe chekiangensis
- Phoebe poilanei
- Phoebe zhennan
- Pleurothyrium hexaglandulosum
- Potameia lotungensis
- Povedadaphne quadriporata
- Sassafras randaiense
- Urbanodendron verrucosum

##### Monimiaceae
- Mollinedia engleriana
- Mollinedia glabra
- Mollinedia marquetiana
- Siparuna cascada
- Siparuna croatii
- Siparuna guajalitensis
- Siparuna multiflora

#### Lecythidales

##### Lecythidaceae
- Abdulmajidia chaniana
- Abdulmajidia maxwelliana
- Barringtonia payensiana
- Bertholletia excelsa
- Cariniana integrifolia
- Cariniana legalis
- Cariniana pachyantha
- Cariniana uaupensis
- Corythophora labriculata
- Couratari calycina
- Couratari guianensis
- Couratari longipedicellata
- Couratari sandwithii
- Couratari scottmorii
- Couratari tauari
- Crateranthus talbotii
- Eschweilera alvimii
- Eschweilera amazonicaformis
- Eschweilera baguensis
- Eschweilera beebei
- Eschweilera bogotensis
- Eschweilera boltenii
- Eschweilera carinata
- Eschweilera fanshawei
- Eschweilera integricalyx
- Eschweilera mexicana
- Eschweilera rhododendrifolia
- Eschweilera rimbachii
- Eschweilera rionegrense
- Eschweilera rodriguesiana
- Eschweilera roraimensis
- Eschweilera sclerophylla
- Eschweilera squamata
- Eschweilera subcordata
- Eschweilera tetrapetala
- Eschweilera venezuelica
- Grias colombiana
- Grias haughtii
- Grias multinervia
- Gustavia acuminata
- Gustavia erythrocarpa
- Gustavia foliosa
- Gustavia fosteri
- Gustavia pubescens
- Gustavia santanderiensis
- Gustavia sessilis
- Gustavia verticillata
- Lecythis barnebyi
- Lecythis brancoensis
- Lecythis parvifructa
- Lecythis schomburgkii
- Lecythis schwackei
- Napoleonaea egertonii

#### Linales

##### Erythroxylaceae
- Erythroxylum acranthum
- Erythroxylum incrassatum
- Erythroxylum jamaicense
- Erythroxylum kochummenii
- Erythroxylum obtusifolium
- Erythroxylum pacificum
- Erythroxylum sechellarum

##### Humiriaceae
- Vantanea peruviana
- Vantanea spichigeri

##### Ixonanthaceae
- Ixonanthes chinensis
- Ixonanthes khasiana

##### Linaceae
- Hugonia macrophylla
- Hugonia micans

#### Magnoliales

##### Annonaceae
- Alphonsea lucida
- Alphonsea monogyna
- Annona asplundiana
- Annona atabapensis
- Annona cristalensis
- Annona deminuta
- Annona dolichophylla
- Annona ekmanii
- Annona praetermissa
- Annona spraguei
- Cleistopholis staudtii
- Cremastosperma longicuspe
- Cremastosperma megalophyllum
- Cremastosperma peruvianum
- Cymbopetalum baillonii
- Cymbopetalum torulosum
- Dasymaschalon scandens
- Duguetia barteri
- Duguetia schulzii
- Enicosanthum acuminata
- Enicosanthum cupulare
- Enicosanthum macranthum
- Enicosanthum praestigiosum
- Goniothalamus calycinus
- Goniothalamus holttumii
- Goniothalamus hookeri
- Goniothalamus macrocalyx
- Goniothalamus majestatis
- Goniothalamus montanus
- Goniothalamus salicina
- Guatteria augusti
- Guatteria calliantha
- Guatteria ecuadorensis
- Guatteria eriopoda
- Guatteria excelsa
- Guatteria geminiflora
- Guatteria glauca
- Guatteria guentheri
- Guatteria juninensis
- Guatteria modesta
- Guatteria panamensis
- Guatteria stenopetala
- Guatteriopsis ramiflora
- Isolona deightonii
- Isolona dewevrei
- Isolona linearis
- Isolona zenkeri
- Malmea cuspidata
- Miliusa nilagirica
- Miliusa parviflora
- Miliusa zeylanica
- Mitrephora caudata
- Mitrephora fragrans
- Mitrephora grandiflora
- Mitrephora lanotan
- Mitrephora wangii
- Mkilua fragrans
- Monanthotaxis trichantha
- Monodora unwinii
- Mosannona pachiteae
- Neostenanthera hamata
- Oncodostigma hainanense
- Ophrypetalum odoratum
- Orophea palawanensis
- Orophea submaculata
- Orophea uniflora
- Piptostigma calophyllum
- Piptostigma fugax
- Piptostigma giganteum
- Piptostigma oyemense
- Polyalthia elmeri
- Polyalthia palawanensis
- Polyalthia stuhlmannii
- Pseudoxandra williamsii
- Pseuduvaria cerina
- Pseuduvaria nervosa
- Pseuduvaria prainii
- Richella hainanensis
- Rollinia amazonica
- Rollinia bahiensis
- Rollinia chrysocarpa
- Rollinia hispida
- Rollinia occidentalis
- Rollinia pickelii
- Saccopetalum prolificum
- Unonopsis magnifolia
- Uvaria lungonyana
- Uvaria tanzaniae
- Uvariastrum zenkeri
- Uvariodendron anisatum
- Uvariodendron giganteum
- Uvariodendron kirkii
- Uvariodendron occidentale
- Uvariopsis tripetala
- Xylopia africana
- Xylopia arenaria
- Xylopia ekmanii
- Xylopia elliotii
- Xylopia pierrei
- Xylopia richardii
- Xylopia talbotii

##### Canellaceae
- Cinnamodendron corticosum
- Warburgia stuhlmannii

##### Degeneriaceae
- Degeneria vitiensis

##### Magnoliaceae
- Magnolia amoena
- Magnolia boliviana
- Magnolia calophylla
- Magnolia colombiana
- Magnolia cylindrica
- Magnolia gustavi
- Magnolia iltisiana
- Magnolia lenticellatum
- Magnolia rostrata
- Magnolia sambuensis
- Magnolia sinensis
- Magnolia urraoense
- Magnolia virolinensis
- Magnolia yoroconte
- Manglietia aromatica
- Manglietia grandis
- Manglietia megaphylla
- Michelia hypolampra
- Michelia punduana
- Talauma neilii

##### Myristicaceae
- Cephalosphaera usambarensis
- Endocomia canarioides
- Endocomia virella
- Gymnacranthera canarica
- Horsfieldia ampla
- Horsfieldia ampliformis
- Horsfieldia amplomontana
- Horsfieldia androphora
- Horsfieldia ardisiifolia
- Horsfieldia atjehensis
- Horsfieldia borneensis
- Horsfieldia clavata
- Horsfieldia decalvata
- Horsfieldia disticha
- Horsfieldia elongata
- Horsfieldia flocculosa
- Horsfieldia fragillima
- Horsfieldia fulva
- Horsfieldia gracilis
- Horsfieldia hirtiflora
- Horsfieldia iriana
- Horsfieldia longiflora
- Horsfieldia macilenta
- Horsfieldia motleyi
- Horsfieldia nervosa
- Horsfieldia obscura
- Horsfieldia pachyrachis
- Horsfieldia paucinervis
- Horsfieldia perangusta
- Horsfieldia pulcherrima
- Horsfieldia punctata
- Horsfieldia rufo-lanata
- Horsfieldia sabulosa
- Horsfieldia samarensis
- Horsfieldia sepikensis
- Horsfieldia squamulosa
- Horsfieldia sterilis
- Horsfieldia talaudensis
- Horsfieldia tenuifolia
- Horsfieldia triandra
- Horsfieldia tristis
- Horsfieldia urceolata
- Horsfieldia valida
- Iryanthera obovata
- Knema alvarezii
- Knema austrosiamensis
- Knema bengalensis
- Knema celebica
- Knema communis
- Knema conica
- Knema emmae
- Knema hookerana
- Knema kostermansiana
- Knema krusemaniana
- Knema lamellaria
- Knema lampongensis
- Knema longepilosa
- Knema mamillata
- Knema matanensis
- Knema minima
- Knema mixta
- Knema mogeana
- Knema muscosa
- Knema pachycarpa
- Knema pedicellata
- Knema pierrei
- Knema plumulosa
- Knema poilanei
- Knema psilantha
- Knema retusa
- Knema riangensis
- Knema ridsdaleana
- Knema rufa
- Knema saxatilis
- Knema sericea
- Knema sessiflora
- Knema squamulosa
- Knema steenisii
- Knema stenocarpa
- Knema stylosa
- Knema subhirtella
- Knema tonkinensis
- Knema uliginosa
- Knema viridis
- Myristica alba
- Myristica ampliata
- Myristica andamanica
- Myristica arfakensis
- Myristica atresens
- Myristica basilanica
- Myristica brachypoda
- Myristica brevistipes
- Myristica buchneriana
- Myristica byssacea
- Myristica ceylanica
- Myristica coacta
- Myristica colinridsdalei
- Myristica corticata
- Myristica dasycarpa
- Myristica devogelii
- Myristica extensa
- Myristica fasciculata
- Myristica fissurata
- Myristica flavovirens
- Myristica frugifera
- Myristica inaequalis
- Myristica incredibilis
- Myristica inundata
- Myristica kjellbergii
- Myristica lasiocarpa
- Myristica leptophylla
- Myristica longipetiolata
- Myristica malabarica
- Myristica mediterranea
- Myristica millepunctata
- Myristica nana
- Myristica olivacea
- Myristica ornata
- Myristica ovicarpa
- Myristica pachycarpidia
- Myristica papillatifolia
- Myristica perlaevis
- Myristica petiolata
- Myristica philippensis
- Myristica pilosella
- Myristica pilosigemma
- Myristica polyantha
- Myristica psilocarpa
- Myristica pubicarpa
- Myristica pygmaea
- Myristica robusta
- Myristica sarcantha
- Myristica schlechteri
- Myristica simulans
- Myristica sinclairii
- Myristica sogeriensis
- Myristica tamrauensis
- Myristica trianthera
- Myristica ultrabasica
- Myristica verruculosa
- Staudtia pterocarpa
- Virola parvifolia

##### Winteraceae
- Drimys confertifolia
- Zygogynum cristatum
- Zygogynum tanyostigma

#### Malvales

##### Bombacaceae
- Bombacopsis quinata
- Ceiba rosea
- Cullenia ceylanica
- Durio acutifolius
- Durio dulcis
- Durio grandiflorus
- Durio kutejensis
- Durio pinangianus
- Durio testudinarum
- Eriotheca peruviana
- Huberodendron patinoi
- Kostermansia malayana
- Matisia stenopetala
- Phragmotheca rubriflora
- Quararibea dolichosiphon
- Quararibea pterocalyx
- Quararibea velutina
- Rhodognaphalon breviscupe

##### Elaeocarpaceae
- Elaeocarpus acmosepalus
- Elaeocarpus apiculatus
- Elaeocarpus brigittae
- Elaeocarpus colnettianus
- Elaeocarpus dinagatensis
- Elaeocarpus eriobotryoides
- Elaeocarpus fraseri
- Elaeocarpus gigantifolius
- Elaeocarpus glandulifer
- Elaeocarpus inopinatus
- Elaeocarpus miriensis
- Elaeocarpus moratii
- Elaeocarpus prunifolius
- Elaeocarpus recurvatus
- Elaeocarpus royenii
- Elaeocarpus rugosus
- Elaeocarpus simaluensis
- Elaeocarpus subvillosus
- Elaeocarpus venustus
- Sloanea acutiflora
- Sloanea gracilis
- Sloanea lepida
- Sloanea suaveolens

##### Malvaceae
- Abutilon sachetianum
- Hampea breedlovei
- Hampea micrantha
- Hampea reynae
- Hibiscus malacophyllus
- Hibiscus scottii
- Nototriche ecuadoriensis
- Robinsonella brevituba
- Robinsonella mirandae
- Robinsonella samaricarpa
- Wercklea intermedia

##### Sterculiaceae
- Acropogon aoupiniensis
- Acropogon bullatus
- Acropogon domatifer
- Acropogon fatsioides
- Acropogon megaphyllus
- Brachychiton carruthersii
- Brachychiton velutinosus
- Byttneria jaramilloana
- Byttneria sparrei
- Cola bracteata
- Cola duparquetiana
- Cola gigas
- Cola glabra
- Cola hypochrysea
- Cola letestui
- Cola mossambicensis
- Cola reticulata
- Cola scheffleri
- Cola suboppositifolia
- Cola umbratilis
- Dombeya amaniensis
- Dombeya longebracteolata
- Eribroma oblonga
- Eriolaena lushingtonii
- Firmiana hainanensis
- Heritiera longipetiolata
- Heritiera parvifolia
- Heritiera utilis
- Hildegardia cubensis
- Nesogordonia papaverifera
- Pterospermum reticulatum
- Pterygota bequaertii
- Pterygota macrocarpa
- Scaphium longiflorum
- Scaphopetalum parvifolium
- Sterculia alexandri
- Sterculia schliebenii

##### Tiliaceae
- Asterophorum mennegae
- Brownlowia kleinhovioidea
- Burretiodendron esquirolii
- Burretiodendron hsienmu
- Diplodiscus paniculatus
- Grewia aldabrensis
- Grewia bilocularis
- Grewia milleri
- Grewia salicifolia
- Grewia turbinata
- Microcos erythrocarpa
- Microcos globulifera
- Mollia glabrescens
- Pentace acuta
- Pentace exima
- Pentace microlepidota
- Pentace perakensis
- Schoutenia kunstleri

#### Myricales

##### Myricaceae
- Morella arborea

#### Myrtales

##### Combretaceae
- Anogeissus dhofarica
- Buchenavia hoehneana
- Combretum hartmannianum
- Combretum rochetianum
- Terminalia eddowesii
- Terminalia hecistocarpa
- Terminalia ivorensis
- Terminalia januariensis
- Terminalia kangeanensis
- Terminalia kuhlmannii
- Terminalia nitens
- Terminalia novocaledonica
- Terminalia parviflora
- Terminalia pellucida
- Terminalia reitzii
- Terminalia rerei

##### Crypteroniaceae
- Axinandra zeylanica

##### Lythraceae
- Ginoria nudiflora
- Lafoensia replicata
- Lagerstroemia anisoptera
- Lagerstroemia intermedia
- Punica protopunica

##### Myrtaceae
- Acca lanuginosa
- Austromyrtus horizontalis
- Austromyrtus lotoides
- Calycolpus excisus
- Calycorectes wurdackii
- Calyptranthes brevispicata
- Calyptranthes capitata
- Calyptranthes crebra
- Calyptranthes ekmanii
- Calyptranthes luquillensis
- Calyptranthes nodosa
- Calyptranthes polyneura
- Calyptranthes umbelliformis
- Calyptranthes wilsonii
- Campomanesia aromatica
- Campomanesia espiritosantensis
- Campomanesia neriiflora
- Campomanesia phaea
- Cupheanthus microphyllus
- Eugenia amoena
- Eugenia benjamina
- Eugenia brachythrix
- Eugenia brownei
- Eugenia burkilliana
- Eugenia calcadensis
- Eugenia caudata
- Eugenia colipensis
- Eugenia conglomerata
- Eugenia cordifoliolata
- Eugenia crenata
- Eugenia cyrtophylloides
- Eugenia discors
- Eugenia ericoides
- Eugenia fernandopoana
- Eugenia fulva
- Eugenia gatopensis
- Eugenia goniocalyx
- Eugenia haniffii
- Eugenia heterochroa
- Eugenia hexovulata
- Eugenia kaalensis
- Eugenia lamprophylla
- Eugenia longicuspis
- Eugenia mackeeana
- Eugenia mexicana
- Eugenia micranthoides
- Eugenia microcarpa
- Eugenia ngadimaniana
- Eugenia noumeensis
- Eugenia pallidula
- Eugenia plumbea
- Eugenia porphyrantha
- Eugenia prasina
- Eugenia pseudoclaviflora
- Eugenia quadrata
- Eugenia rhomboidea
- Eugenia rivulorum
- Eugenia rottleriana
- Eugenia rotundata
- Eugenia rufo-fulva
- Eugenia schulziana
- Eugenia schunkei
- Eugenia setosa
- Eugenia swettenhamiana
- Eugenia tabouensis
- Eugenia tiumanensis
- Eugenia umtamvunensis
- Eugenia virotii
- Krokia pilotoana
- Marlierea sintenisii
- Metrosideros ochrantha
- Metrosideros punctata
- Mitranthes clarendonensis
- Myrceugenia bracteosa
- Myrceugenia brevipedicellata
- Myrceugenia campestris
- Myrceugenia fernandeziana
- Myrceugenia franciscensis
- Myrceugenia kleinii
- Myrceugenia pilotantha
- Myrceugenia rufescens
- Myrceugenia schulzei
- Myrceugenia scutellata
- Myrcia albobrunnea
- Myrcia almasensis
- Myrcia calcicola
- Myrcia crassimarginata
- Myrcia fosteri
- Myrcia grandiflora
- Myrcia lineata
- Myrcia pentagona
- Myrcianthes callicoma
- Myrcianthes oreophila
- Myrciaria cuspidata
- Myrciaria pliniodes
- Myrciaria silveirana
- Neomitranthes cordifolia
- Neomitranthes langsdorfii
- Pimenta adenoclada
- Pimenta cainitoides
- Pimenta filipes
- Pimenta haitiensis
- Pimenta obscura
- Pimenta odiolens
- Pimenta oligantha
- Psidium rostratum
- Siphoneugenia densiflora
- Siphoneugenia occidentalis
- Siphoneugenia widgreniana
- Syzygium amplifolium
- Syzygium benthamianum
- Syzygium densiflorum
- Syzygium firmum
- Syzygium makul
- Syzygium micranthum
- Syzygium neesianum
- Syzygium occidentale
- Syzygium oliganthum
- Syzygium pondoense
- Syzygium ramavarma
- Syzygium rotundifolium
- Syzygium spissum
- Syzygium wolfii
- Syzygium wrightii
- Tristania decorticata
- Tristania littoralis
- Tristaniopsis macphersonii
- Tristaniopsis minutiflora
- Tristaniopsis reticulata
- Tristaniopsis vieillardii
- Xanthostemon sulfureus
- Xanthostemon verdugonianus

##### Onagraceae
- Fuchsia campii
- Fuchsia harlingii
- Fuchsia pilaloensis
- Fuchsia steyermarkii
- Fuchsia summa
- Ludwigia anastomosans

##### Rhynchocalycaceae
- Rhynchocalyx lawsonioides

##### Thymelaeaceae
- Aquilaria banaensae
- Aquilaria beccariana
- Aquilaria cumingiana
- Aquilaria hirta
- Aquilaria malaccensis
- Aquilaria microcarpa
- Aquilaria sinensis
- Daphnopsis calcicola
- Daphnopsis pavonii
- Dicranolepis polygaloides
- Gonystylus bancanus
- Gonystylus calophylloides
- Gonystylus consanguineus
- Gonystylus costalis
- Gonystylus decipiens
- Gonystylus glaucescens
- Gonystylus keithii
- Gonystylus lucidulus
- Gonystylus macrophyllus
- Gonystylus nervosus
- Gonystylus nobilis
- Gonystylus pendulus
- Gonystylus spectabilis
- Gonystylus stenosepalus
- Gonystylus xylocarpus

#### Nepenthales

##### Droseraceae
- Dionaea muscipula

##### Nepenthaceae
- Nepenthes argentii
- Nepenthes bicalcarata
- Nepenthes bongso
- Nepenthes danseri
- Nepenthes distillatoria
- Nepenthes edwardsiana
- Nepenthes ephippiata
- Nepenthes eymae
- Nepenthes faizaliana
- Nepenthes fallax
- Nepenthes fusca
- Nepenthes glabrata
- Nepenthes hamata
- Nepenthes inermis
- Nepenthes insignis
- Nepenthes klossii
- Nepenthes lowii
- Nepenthes macfarlanei
- Nepenthes macrovulgaris
- Nepenthes madagascariensis
- Nepenthes merrilliana
- Nepenthes mikei
- Nepenthes muluensis
- Nepenthes northiana
- Nepenthes ovata
- Nepenthes pervillei
- Nepenthes ramispina
- Nepenthes rhombicaulis
- Nepenthes sibuyanensis
- Nepenthes singalana
- Nepenthes spathulata
- Nepenthes spectabilis
- Nepenthes tomoriana
- Nepenthes treubiana
- Nepenthes villosa

##### Sarraceniaceae
- Sarracenia leucophylla

#### Piperales

##### Chloranthaceae
- Hedyosmum mexicanum
- Hedyosmum purpurascens

##### Piperaceae
- Peperomia choritana
- Peperomia crispa
- Peperomia graveolens
- Peperomia inconspicua
- Peperomia millei
- Peperomia persulcata
- Peperomia porphyridea
- Peperomia rupicola
- Peperomia scutellariifolia
- Peperomia thienii
- Piper hylebates
- Piper hylophilum
- Piper lineatipilosum
- Piper napo-pastazanum
- Piper nebuligaudens
- Piper schuppii
- Piper seychellarum
- Piper sodiroi
- Piper subaduncum
- Piper supernum

#### Plantaginales

##### Plantaginaceae
- Plantago moorei

#### Plumbaginales

##### Plumbaginaceae
- Dyerophytum pendulum
- Dyerophytum socotranum

#### Podostemales

##### Podostemaceae
- Ledermanniella thalloidea

#### Polygalales

##### Malpighiaceae
- Bunchosia cauliflora
- Bunchosia jamaicensis
- Bunchosia linearifolia
- Hiraea perplexa
- Malpighia harrisii
- Malpighia obtusifolia
- Mezia tomentosa
- Ptilochaeta nudipes
- Spachea correae

##### Polygalaceae
- Monnina equatoriensis
- Monnina loxensis
- Monnina obovata
- Monnina pseudoaestuans
- Polygala kuriensis
- Securidaca leiocarpa
- Xanthophyllum bullatum
- Xanthophyllum sulphureum

##### Vochysiaceae
- Qualea calantha
- Qualea impexa

#### Polygonales

##### Polygonaceae
- Calligonum paletzkianum
- Coccoloba coriacea
- Coccoloba matudae
- Coccoloba tiliacea
- Coccoloba troyana
- Rumex andinus

#### Primulales

##### Myrsinaceae
- Ardisia alstonii
- Ardisia carchiana
- Ardisia flavida
- Ardisia furfuracella
- Ardisia jamaicensis
- Ardisia jefeana
- Ardisia martinensis
- Ardisia panamensis
- Ardisia premontana
- Ardisia squamulosa
- Ardisia subsessilifolia
- Ardisia urbanii
- Ardisia websterii
- Ardisia zakii
- Cybianthus cogolloi
- Elingamita johnsonii
- Embelia upembensis
- Geissanthus challuayacus
- Geissanthus ecuadorensis
- Heberdenia excelsa
- Myrsine bullata
- Myrsine degeneri
- Myrsine diazii
- Myrsine fosbergii
- Myrsine hosakae
- Myrsine oliveri
- Myrsine pearce
- Myrsine reynelii
- Myrsine rivularis
- Myrsine sodiroana
- Parathesis amplifolia
- Parathesis aurantica
- Parathesis congesta
- Parathesis palaciosii
- Pleiomeris canariensis
- Rapanea coclensis
- Rapanea gilliana
- Tapeinosperma campanula
- Wallenia elliptica
- Wallenia erythrocarpa
- Wallenia fawcettii
- Wallenia sylvestris
- Wallenia xylosteoides

##### Theophrastaceae
- Clavija jelskii
- Clavija pungens
- Clavija repanda
- Clavija subandina

#### Proteales

##### Elaeagnaceae
- Elaeagnus mollis
- Elaeagnus tarokoensis

##### Proteaceae
- Beauprea crassifolia
- Euplassa isernii
- Euplassa occidentalis
- Helicia acutifolia
- Helicia australasica
- Helicia calocoma
- Helicia grandifolia
- Helicia neglecta
- Helicia peekelii
- Helicia retusa
- Helicia rostrata
- Heliciopsis cockburnii
- Heliciopsis rufidula
- Kermadecia pronyensis
- Leucadendron argenteum
- Macadamia neurophylla
- Mimetes arboreus
- Mimetes chrysanthus
- Protea curvata
- Protea laetans
- Protea lanceolata
- Roupala loxensis
- Roupala pinnata
- Roupala sphenophyllum

#### Ranunculales

##### Berberidaceae
- Berberis candidula
- Berberis dryandriphylla
- Berberis iliensis
- Berberis johannis
- Berberis pindilicensis
- Berberis silvicola
- Berberis taronensis
- Berberis woomungensis
- Berberis xanthophloea
- Dysosma aurantiocaulis
- Dysosma tsayuensis
- Dysosma veitchii
- Dysosma versipellis
- Epimedium ecalcaratum
- Epimedium flavum
- Epimedium parvifolium
- Epimedium simplicifolium
- Epimedium truncatum
- Epimedium zhushanense
- Mahonia conferta
- Mahonia decipiens
- Mahonia microphylla
- Mahonia oiwakensis

##### Meliosmaceae
- Meliosma sirensis
- Meliosma youngii

##### Menispermaceae
- Disciphania tricaudata
- Hyperbaena allenii
- Hyperbaena jalcomulcensis

#### Rhamnales

##### Rhamnaceae
- Alphitonia erubescens
- Alphitonia ponderosa
- Auerodendron jamaicense
- Colubrina anomala
- Colubrina obscura
- Emmenosperma pancherianum
- Lasiodiscus rozeirae
- Rhamnella gilgitica
- Rhamnus integrifolia
- Ziziphus celata
- Ziziphus hutchinsonii
- Ziziphus talanai

#### Rhizophorales

##### Rhizophoraceae
- Anopyxis klaineana
- Carallia calycina
- Cassipourea fanshawei
- Cassipourea flanaganii
- Cassipourea hiotou
- Cassipourea thomassetii

#### Rosales

##### Anisophylleaceae
- Anisophyllea apetala
- Anisophyllea cabole
- Anisophyllea chartacea
- Anisophyllea cinnamomoides
- Anisophyllea curtisii
- Anisophyllea ferruginea
- Anisophyllea globosa
- Anisophyllea grandis
- Anisophyllea impressinervia
- Anisophyllea nitida
- Anisophyllea reticulata
- Anisophyllea rhomboidea
- Combretocarpus rotundatus

##### Brunelliaceae
- Brunellia acostae
- Brunellia antioquensis
- Brunellia boqueronensis
- Brunellia cayambensis
- Brunellia macrophylla
- Brunellia occidentalis
- Brunellia racemifera
- Brunellia subsessilis

##### Cephalotaceae
- Cephalotus follicularis

##### Chrysobalanaceae
- Atuna cordata
- Atuna elliptica
- Atuna penangiana
- Bafodeya benna
- Couepia recurva
- Couepia schottii
- Dactyladenia dinklagei
- Dactyladenia laevis
- Hunga gerontogea
- Hunga guillauminii
- Hunga mackeeana
- Licania conferruminata
- Licania grandibracteata
- Licania hedbergii
- Licania vasquezii
- Parinari argenteo-sericea

##### Connaraceae
- Connarus agamae
- Jollydora glandulosa
- Jollydora pierrei

##### Crassulaceae
- Kalanchoe robusta

##### Cunoniaceae
- Ceratopetalum succirubrum
- Cunonia aoupiniensis
- Cunonia ouaiemensis
- Geissois superba
- Weinmannia apurimacensis
- Weinmannia descendens
- Weinmannia jelskii
- Weinmannia loxensis
- Weinmannia ouaiemensis
- Weinmannia portlandiana
- Weinmannia stenocarpa
- Weinmannia ueli
- Weinmannia vitiensis

##### Grossulariaceae
- Ribes austroecuadorense
- Ribes lehmannii

##### Pittosporaceae
- Pittosporum artense
- Pittosporum collinum
- Pittosporum dallii
- Pittosporum fairchildii
- Pittosporum goetzei
- Pittosporum linearifolium
- Pittosporum orohenense
- Pittosporum paniense
- Pittosporum pauciflorum
- Pittosporum silamense
- Pittosporum terminalioides

##### Rosaceae
- Amygdalus bucharica
- Amygdalus korshinskyi
- Aphanes cotopaxiensis
- Cliffortia arborea
- Kageneckia lanceolata
- Lachemilla aequatoriensis
- Lachemilla angustata
- Lachemilla jamesonii
- Lachemilla rupestris
- Lachemilla sprucei
- Malus komarovii
- Malus sieversii
- Photinia lasiogyna
- Photinia lasiopetala
- Polylepis crista-galli
- Polylepis hieronymi
- Polylepis incana
- Polylepis lanuginosa
- Polylepis microphylla
- Polylepis multijuga
- Polylepis neglecta
- Polylepis pauta
- Polylepis pepei
- Polylepis racemosa
- Polylepis reticulata
- Polylepis rugulosa
- Polylepis subsericans
- Polylepis weberbaueri
- Prunus africana
- Prunus laxinervis
- Prunus mirabilis
- Prunus ramburii
- Prunus subglabra
- Prunus taiwaniana
- Prunus walkeri
- Pyrus serikensis
- Rubus azuayensis
- Rubus laegaardii
- Sorbus amabilis
- Sorbus anglica
- Sorbus arranensis
- Sorbus badensis
- Sorbus eminens
- Sorbus franconica
- Sorbus heilingensis
- Sorbus pseudofennica
- Sorbus pseudothuringiaca
- Sorbus subcordata
- Sorbus subcuneata
- Sorbus vexans

#### Rubiales

##### Rubiaceae
- Alleizettella rubra
- Allenanthus hondurensis
- Antirhea portoricensis
- Antirhea radiata
- Antirhea sintenisii
- Aoranthe penduliflora
- Belonophora talbotii
- Bertiera pauloi
- Bobea sandwicensis
- Byrsophyllum ellipticum
- Calochone acuminata
- Calycosiphonia macrochlamys
- Canthium dicoccum
- Canthium impressinervium
- Canthium keniense
- Canthium kilifiensis
- Canthium montanum
- Canthium robynsianum
- Canthium shabanii
- Canthium siebenlistii
- Canthium suborbiculare
- Canthium vollensenii
- Chassalia albiflora
- Chassalia petitiana
- Chazaliella obanensis
- Cinchona lucumifolia
- Cinchona rugosa
- Coffea costatifructa
- Coffea fadenii
- Coffea macrocarpa
- Coffea mongensis
- Coffea pocsii
- Coffea pseudozanguebariae
- Coffea togoensis
- Coffea zanguebariae
- Condaminea glabrata
- Condaminea macrocarpa
- Condaminea microcarpa
- Coprosma oliveri
- Coprosma pyrifolia
- Coprosma wallii
- Coussarea mexicana
- Craterispermum longipedunculatum
- Craterispermum microdon
- Craterispermum montanum
- Cuviera migeodii
- Cuviera talbotii
- Cuviera tomentosa
- Cyclophyllum tenuipes
- Elaeagia ecuadorensis
- Elaeagia pastoensis
- Erithalis quadrangularis
- Exostema triflorum
- Faramea exemplaris
- Gaertnera rosea
- Gaertnera walkeri
- Gaillonia putorioides
- Galium azuayicum
- Gardenia hillii
- Gardenia remyi
- Gardenia transvenulosa
- Glionnetia sericea
- Gonzalagunia pauciflora
- Guettarda comata
- Guettarda frangulifolia
- Guettarda noumeana
- Hallea ledermannii
- Hallea stipulosa
- Hamelia papillosa
- Hymenocoleus glaber
- Ixora albersii
- Ixora foliosa
- Ixora jucunda
- Ixora malabarica
- Ixora nigerica
- Ixora pudica
- Joosia longisepala
- Joosia macrocalyx
- Joosia oligantha
- Keetia koritschaneri
- Keetia purpurascens
- Kotchubaea montana
- Kraussia socotrana
- Kraussia speciosa
- Ladenbergia acutifolia
- Ladenbergia ferruginea
- Ladenbergia gavanensis
- Ladenbergia stenocarpa
- Ladenbergia ulei
- Lagynias pallidiflora
- Lasianthus ciliatus
- Lasianthus gardneri
- Lasianthus grandifolius
- Lasianthus pedunculatus
- Lasianthus rostratus
- Lasianthus wallacei
- Litosanthes capitulatus
- Macrocnemum cinchonoides
- Macrocnemum pilosinervium
- Mastixiodendron stoddardii
- Morinda asteroscepa
- Mouretia tonkinensis
- Multidentia castaneae
- Multidentia sclerocarpa
- Nargedia macrocarpa
- Nauclea diderrichii
- Ochreinauclea missionis
- Oldenlandia ocellata
- Oxyanthus montanus
- Palicourea anderssoniana
- Palicourea anianguana
- Palicourea asplundii
- Palicourea azurea
- Palicourea calantha
- Palicourea calothyrsus
- Palicourea calycina
- Palicourea canarina
- Palicourea candida
- Palicourea consobrina
- Palicourea corniculata
- Palicourea cornigera
- Palicourea gentryi
- Palicourea herrerae
- Palicourea jaramilloi
- Palicourea latifolia
- Palicourea lobbii
- Palicourea prodiga
- Palicourea sodiroi
- Palicourea tectoneura
- Palicourea wilesii
- Pauridiantha divaricata
- Pauridiantha insularis
- Pauridiantha venusta
- Pavetta axillipara
- Pavetta holstii
- Pavetta intermedia
- Pavetta lasioclada
- Pavetta linearifolia
- Pavetta lynesii
- Pavetta manyanguensis
- Pavetta mollissima
- Pavetta monticola
- Pavetta nitidissima
- Pavetta sparsipila
- Pavetta tarennoides
- Pentas ledermannii
- Polysphaeria macrantha
- Portlandia harrisii
- Pseudosabicea batesii
- Pseudosabicea medusula
- Pseudosabicea pedicellata
- Psychotria alsophila
- Psychotria camerunensis
- Psychotria cathetoneura
- Psychotria crassipetala
- Psychotria cyathicalyx
- Psychotria dasyophthalma
- Psychotria domatiata
- Psychotria dubia
- Psychotria elachistantha
- Psychotria foetens
- Psychotria fusiformis
- Psychotria greenwelliae
- Psychotria guerkeana
- Psychotria hierniana
- Psychotria lanceifolia
- Psychotria lepiniana
- Psychotria megalopus
- Psychotria megistantha
- Psychotria peteri
- Psychotria petitii
- Psychotria plicata
- Psychotria podocarpa
- Psychotria pseudoplatyphylla
- Psychotria stenophylla
- Psychotria taitensis
- Psychotria waasii
- Psychotria woytkowskii
- Psydrax faulknerae
- Psydrax kibuwae
- Psydrax micans
- Psydrax paradoxa
- Pyrostria socotrana
- Rhipidantha chlorantha
- Robynsia glabrata
- Rondeletia adamsii
- Rondeletia elegans
- Rondeletia galeottii
- Rondeletia hirsuta
- Rondeletia hirta
- Rondeletia pallida
- Rondeletia peruviana
- Rondeletia portlandensis
- Rondeletia racemosa
- Rondeletia subsessilifolia
- Rothmannia annae
- Rothmannia macrosiphon
- Rudgea crassifolia
- Rudgea microcarpa
- Rudgea obesiflora
- Rudgea stenophylla
- Rustia alba
- Rustia viridiflora
- Rutidea nigerica
- Rytigynia binata
- Rytigynia caudatissima
- Rytigynia eickii
- Rytigynia hirsutiflora
- Rytigynia induta
- Rytigynia nodulosa
- Rytigynia pseudolongicaudata
- Sabicea pyramidalis
- Saprosma fragrans
- Schradera campii
- Schumanniophyton problematicum
- Simira wurdackii
- Tarenna drummondii
- Tarenna luhomeroensis
- Tarenna nilagirica
- Tarenna quadrangularis
- Temnocalyx nodulosus
- Tocoyena pittieri
- Tricalysia acidophylla
- Tricalysia africana
- Tricalysia atherura
- Tricalysia concolor
- Tricalysia obstetrix
- Tricalysia pedicellata
- Tricalysia schliebenii
- Tricalysia talbotii
- Trichostachys interrupta
- Urophyllum ellipticum
- Vangueria bicolor
- Vangueriopsis longiflora

#### Salicales

##### Salicaceae
- Chosenia arbutifolia
- Populus ilicifolia
- Salix floridana
- Salix magnifica

#### Santalales

##### Loranthaceae
- Tapinanthus letouzeyi
- Tapinanthus preussii

##### Medusandraceae
- Medusandra richardsiana

##### Olacaceae
- Dulacia crassa
- Malania oleifera
- Octoknema orientalis
- Schoepfia harrisii
- Ximenia roigii

##### Opiliaceae
- Agonandra loranthoides
- Agonandra macrocarpa

##### Santalaceae
- Acanthosyris asipapote
- Santalum album
- Santalum haleakalae

##### Viscaceae
- Dendrophthora bulbifera
- Dendrophthora polyantha
- Dendrophthora sumacoi
- Dendrophthora tenuifolia
- Phoradendron canzacotoi
- Phoradendron pomasquianum

#### Sapindales

##### Aceraceae
- Acer duplicatoserratum
- Acer miaotaiense

##### Anacardiaceae
- Antrocaryon micraster
- Buchanania lanceolata
- Buchanania platyneura
- Campnosperma zeylanicum
- Comocladia cordata
- Euroschinus aoupiniensis
- Euroschinus jaffrei
- Gluta papuana
- Loxopterygium grisebachii
- Mangifera altissima
- Mangifera austro-indica
- Mangifera dewildei
- Mangifera flava
- Mangifera macrocarpa
- Mangifera minutifolia
- Mangifera orophila
- Mangifera pajang
- Mangifera pedicellata
- Mangifera pentandra
- Mangifera rufocostata
- Mangifera similis
- Mangifera sumbawaensis
- Mangifera transversalis
- Mangifera zeylanica
- Mauria killipii
- Mauria trichothyrsa
- Melanochyla fasciculiflora
- Melanochyla longipetiolata
- Pistacia cucphuongensis
- Pistacia mexicana
- Rhus coriaria
- Rhus sp. nov. A
- Schinopsis haenkeana
- Schinus venturi
- Sclerocarya gillettii
- Semecarpus gardneri
- Semecarpus marginata
- Semecarpus moonii
- Semecarpus nigro-viridis
- Semecarpus obovata
- Semecarpus parvifolia
- Semecarpus paucinervius
- Semecarpus pubescens
- Semecarpus subpeltata
- Semecarpus walkeri
- Tapirira bethanniana
- Tapirira chimalapana
- Thyrsodium herrerense
- Trichoscypha cavalliensis
- Trichoscypha mannii

##### Burseraceae
- Aucoumea klaineana
- Boswellia aff. ameero
- Boswellia ameero
- Boswellia bullata
- Boswellia dioscorides
- Boswellia elongata
- Boswellia nana
- Boswellia ogadensis
- Boswellia popoviana
- Boswellia socotrana
- Bursera aromatica
- Bursera malacophylla
- Bursera tonkinensis
- Canarium fusco-calycinum
- Canarium luzonicum
- Canarium ovatum
- Canarium perlisanum
- Canarium pseudodecumanum
- Canarium pseudopatentinervium
- Canarium pseudopimela
- Canarium sarawakanum
- Canarium zeylanicum
- Commiphora alata
- Commiphora chaetocarpa
- Commiphora monoica
- Dacryodes breviracemosa
- Dacryodes elmeri
- Dacryodes expansa
- Dacryodes igaganga
- Dacryodes multijuga
- Dacryodes puberula
- Haplolobus beccarii
- Haplolobus bintuluensis
- Haplolobus inaequifolius
- Haplolobus kapitensis
- Haplolobus leenhoutsii
- Haplolobus sarawakanus
- Protium connarifolium
- Protium correae
- Protium inconforme
- Protium pittieri
- Rosselia bracteata
- Santiria dacryodifolia
- Santiria impressinervis
- Santiria kalkmaniana
- Santiria nigricans
- Santiria sarawakana
- Tetragastris tomentosa

##### Hippocastanaceae
- Aesculus wangii

##### Meliaceae
- Aglaia aherniana
- Aglaia amplexicaulis
- Aglaia angustifolia
- Aglaia apiocarpa
- Aglaia archiboldiana
- Aglaia australiensis
- Aglaia barbanthera
- Aglaia basiphylla
- Aglaia bourdillonii
- Aglaia brassii
- Aglaia brownii
- Aglaia ceramica
- Aglaia chittagonga
- Aglaia cinnamomea
- Aglaia coriacea
- Aglaia costata
- Aglaia cremea
- Aglaia cumingiana
- Aglaia cuspidata
- Aglaia densisquama
- Aglaia flavescens
- Aglaia fragilis
- Aglaia integrifolia
- Aglaia laxiflora
- Aglaia lepiorrhachis
- Aglaia leucoclada
- Aglaia macrostigma
- Aglaia mariannensis
- Aglaia membranifolia
- Aglaia parksii
- Aglaia penningtoniana
- Aglaia perviridis
- Aglaia polyneura
- Aglaia puberulanthera
- Aglaia pyriformis
- Aglaia ramotricha
- Aglaia rivularis
- Aglaia rubrivenia
- Aglaia saltatorum
- Aglaia scortechinii
- Aglaia smithii
- Aglaia speciosa
- Aglaia subsesilis
- Aglaia tenuicaulis
- Aglaia variisquama
- Aglaia yzermannii
- Amoora dasyclada
- Aphanamixis cumingiana
- Cedrela odorata
- Chisocheton pauciflorus
- Chisocheton perakensis
- Chisocheton stellatus
- Dysoxylum angustifolium
- Dysoxylum ficiforme
- Dysoxylum palawanensis
- Dysoxylum turczaninowii
- Entandrophragma angolense
- Entandrophragma candollei
- Entandrophragma cylindricum
- Entandrophragma utile
- Guarea carapoides
- Guarea cartaguenya
- Guarea casimiriana
- Guarea caulobotrys
- Guarea cedrata
- Guarea convergens
- Guarea cristata
- Guarea guentheri
- Guarea humaitensis
- Guarea jamaicensis
- Guarea juglandiformis
- Guarea macropetala
- Guarea mayombensis
- Guarea polymera
- Guarea pyriformis
- Guarea sphenophylla
- Guarea thompsonii
- Guarea trunciflora
- Guarea velutina
- Khaya anthotheca
- Khaya grandifoliola
- Khaya ivorensis
- Khaya senegalensis
- Lovoa trichilioides
- Malleastrum leroyi
- Pseudocarapa championii
- Ruagea membranacea
- Ruagea ovalis
- Sandoricum vidalii
- Schmardaea microphylla
- Swietenia humilis
- Swietenia macrophylla
- Trichilia acuminata
- Trichilia areolata
- Trichilia bullata
- Trichilia casaretti
- Trichilia chirriactensis
- Trichilia emarginata
- Trichilia fasciculata
- Trichilia gamopetala
- Trichilia hispida
- Trichilia lovettii
- Trichilia magnifoliola
- Trichilia micropetala
- Trichilia ornithothera
- Trichilia pittieri
- Trichilia primogenita
- Trichilia ramalhoi
- Trichilia silvatica
- Trichilia solitudinis
- Trichilia ulei
- Turraea adjanohounii
- Turraea socotrana
- Turraeanthus africanus

##### Melianthaceae
- Bersama rosea

##### Rutaceae
- Amyris polymorpha
- Angostura alipes
- Boronella koniamboensis
- Burkillanthus malaccensis
- Chloroxylon swietenia
- Citropsis gabunensis
- Clausena calciphila
- Diphasiopsis fadenii
- Dutaillyea amosensis
- Esenbeckia leiocarpa
- Euodia macrocarpa
- Fagara externa
- Fagara mayu
- Flindersia laevicarpa
- Glycosmis longisepala
- Glycosmis perakensis
- Maclurodendron parviflorum
- Maclurodendron pubescens
- Melicope hawaiensis
- Melicope jugosa
- Melicope kaalaensis
- Melicope sororia
- Melicope subunifoliolata
- Melicope wawraeana
- Merrillia caloxylon
- Monanthocitrus oblanceolata
- Oricia lecomteana
- Oxanthera aurantium
- Oxanthera brevipes
- Pleiospermium longisepalum
- Teclea carpopunctifera
- Thamnosma socotrana
- Vepris arushensis
- Vepris borenensis
- Vepris mandangoa
- Vepris samburuensis
- Vepris sansibarensis
- Vepris trifoliolata
- Zanthoxylum albuquerquei
- Zanthoxylum atchoum
- Zanthoxylum chevalieri
- Zanthoxylum deremense
- Zanthoxylum flavum
- Zanthoxylum harrisii
- Zanthoxylum hartii
- Zanthoxylum holtzianum
- Zanthoxylum lindense
- Zanthoxylum oahuense
- Zieria chevalieri

##### Sapindaceae
- Alectryon repandodentatus
- Allophylus agbala
- Allophylus aldabricus
- Allophylus bullatus
- Allophylus chirindensis
- Allophylus pachyphyllus
- Allophylus roigii
- Allophylus zeylanicus
- Allophylus zimmermannianus
- Arytera nekorensis
- Atalaya natalensis
- Athyana weinmannifolia
- Camptolepis ramiflora
- Chytranthus obliquinervis
- Cossinia trifoliata
- Cupaniopsis acuticarpa
- Cupaniopsis bullata
- Cupaniopsis euneura
- Cupaniopsis globosa
- Cupaniopsis napaensis
- Cupaniopsis phanerophleibia
- Cupaniopsis strigosa
- Deinbollia insignis
- Deinbollia maxima
- Deinbollia molliuscula
- Deinbollia rambaensis
- Deinbollia saligna
- Diplokeleba herzogi
- Elattostachys aiyurensis
- Elattostachys dzumacensis
- Elattostachys erythrocarpum
- Elattostachys goropuensis
- Elattostachys rubrofructus
- Glenniea penangensis
- Glenniea unijuga
- Guioa asquamosa
- Guioa bicolor
- Guioa malukuensis
- Guioa melanopoda
- Guioa molliuscula
- Guioa multijuga
- Guioa normanbiensis
- Guioa novobritannica
- Guioa oligotricha
- Guioa patentinervis
- Guioa pauciflora
- Guioa plurinervis
- Guioa scalariformis
- Guioa unguiculata
- Guioa venusta
- Guioa waigeoensis
- Nephelium costatum
- Nephelium hamulatum
- Paullinia navicularis
- Placodiscus bancoensis
- Placodiscus boya
- Placodiscus bracteosus
- Placodiscus oblongifolius
- Placodiscus opacus
- Placodiscus paniculatus
- Sapindus oahuensis
- Sinoradlkofera minor

##### Simaroubaceae
- Alvaradoa jamaicensis
- Gymnostemon zaizou
- Hannoa kitombetombe
- Nothospondias staudtii
- Picramnia bullata
- Picrasma excelsa
- Pierreodendron kerstingii
- Quassia sanguinea
- Soulamea terminalioides

##### Staphyleaceae
- Huertea cubensis
- Tapiscia sinensis
- Turpinia stipulacea

#### Scrophulariales

##### Acanthaceae
- Acanthopale decempedalis
- Afrofittonia silvestris
- Aphelandra albinotata
- Aphelandra anderssonii
- Aphelandra attenuata
- Aphelandra chrysantha
- Aphelandra dodsonii
- Aphelandra gunnari
- Aphelandra zamorensis
- Asystasia glandulifera
- Barleria tetracantha
- Blepharis dhofarensis
- Blepharis spiculifolia
- Brachystephanus giganteus
- Brachystephanus longiflorus
- Brachystephanus nimbae
- Brillantaisia lancifolia
- Chorisochora minor
- Chorisochora striata
- Dicliptera pilosa
- Dicliptera silvestris
- Echinacanthus lofuensis
- Echinacanthus longipes
- Eranthemum austrosinensis
- Gymnostachyum kwangsiense
- Isoglossa nervosa
- Justicia alexandri
- Justicia camerunensis
- Justicia orbicularis
- Justicia riopalenquensis
- Neriacanthus harlingii
- Pseuderanthemum dispersum
- Ruellia kuriensis
- Ruellia paulayana
- Staurogyne bicolor
- Stenandrium harlingii
- Stenostephanus lugonis
- Stenostephanus luteynii
- Whitfieldia preussii

##### Bignoniaceae
- Amphitecna isthmica
- Amphitecna sessilifolius
- Catalpa brevipes
- Colea seychellarum
- Jacaranda arborea
- Jacaranda mimosifolia
- Parmentiera stenocarpa
- Romeroa verticillata
- Spirotecoma apiculata
- Tabebuia anafensis
- Tabebuia arimaoensis
- Tabebuia bibracteolata
- Tabebuia dubia
- Tabebuia furfuracea
- Tabebuia hypoleuca
- Tabebuia jackiana
- Tabebuia lapacho
- Tabebuia oligolepis
- Tabebuia polymorpha
- Tabebuia shaferi
- Tabebuia striata
- Zeyheria tuberculosa

##### Buddlejaceae
- Buddleja jamesonii
- Buddleja lanata
- Buddleja lojensis

##### Gesneriaceae
- Alloplectus martinianus
- Alloplectus penduliflorus
- Columnea albiflora
- Columnea brenneri
- Columnea capillosa
- Columnea elongatifolia
- Columnea eubracteata
- Columnea katzensteinii
- Columnea mastersonii
- Columnea ovatifolia
- Columnea rileyi
- Columnea rubribracteata
- Cremosperma ecudoranum
- Cremosperma reldioides
- Cyrtandra denhamii
- Cyrtandra elbertii
- Cyrtandra kandavuensis
- Cyrtandra natewaensis
- Cyrtandra spathacea
- Cyrtandra tavinunensis
- Cyrtandra tempestii
- Diastema gymnoleuca
- Drymonia chiribogana
- Drymonia crenatiloba
- Drymonia pulchra
- Drymonia punctulata
- Gasteranthus imbaburensis
- Gasteranthus lateralis
- Gasteranthus otongensis
- Gasteranthus trifoliatus
- Monopyle ecuadorensis
- Nautilocalyx glandulifer
- Nodonema lineatum
- Paradrymonia aurea
- Paradrymonia fuquaiana
- Pearcea cordata
- Pearcea glabrata
- Phinaea ecuadorana
- Reldia multiflora

##### Oleaceae
- Chionanthus avilensis
- Chionanthus jamaicensis
- Chionanthus micranthus
- Chionanthus richardsiae
- Chionanthus spiciferus
- Chionanthus wurdackii
- Olea chimanimani
- Picconia excelsa

##### Scrophulariaceae
- Bartsia alba
- Bartsia pumila
- Calceolaria adenanthera
- Calceolaria brachiata
- Calceolaria dilatata
- Calceolaria harlingii
- Calceolaria lanata
- Calceolaria oxyphylla
- Calceolaria pedunculata
- Calceolaria serrata
- Calceolaria spruceana
- Calceolaria stricta
- Calceolaria zamorana
- Castilleja ecuadorensis
- Cromidon pusillum
- Galvezia lanceolata
- Graderia fruticosa
- Hebe barkeri
- Nanorrhinum kuriense
- Rhabdotosperma ledermannii

#### Solanales

##### Convolvulaceae
- Ipomaea chrysocalyx
- Ipomoea pulcherrima
- Metaporana obtusa
- Seddera fastigiata
- Seddera semhahensis
- Seddera spinosa

##### Solanaceae
- Brugmansia aurea
- Brugmansia longifolia
- Brunfelsia jamaicensis
- Brunfelsia membranacea
- Brunfelsia splendida
- Deprea ecuatoriana
- Iochroma lehmannii
- Iochroma longipes
- Larnax andersonii
- Larnax psilophyta
- Lycianthes hypochrysea
- Markea epifita
- Markea spruceana
- Sessea sodiroi
- Solanum asteropilodes
- Solanum chilliasense
- Solanum exiguum
- Solanum fortunense
- Solanum hypermegethes
- Solanum imbaburense
- Solanum interandinum
- Solanum leiophyllum
- Solanum regularifolium
- Solanum roseum
- Solanum sibundoyense
- Trianaea naeka

#### Theales

##### Actinidiaceae
- Actinidia chrysantha
- Actinidia laevissima
- Actinidia pilosula
- Actinidia rudis
- Actinidia suberifolia
- Actinidia ulmifolia
- Actinidia vitifolia
- Saurauia bracteosa
- Saurauia cauliflora
- Saurauia erythrocarpa
- Saurauia harlingii
- Saurauia lanceolata
- Saurauia latipetala
- Saurauia leucocarpa
- Saurauia microphylla
- Saurauia oreophila
- Saurauia rubrisepala
- Saurauia villosa

##### Asteropeiaceae
- Asteropeia mcphersonii

##### Caryocaraceae
- Anthodiscus chocoensis
- Caryocar costaricense

##### Dipterocarpaceae
- Cotylelobium lanceolatum
- Dipterocarpus retusus
- Hopea exalata
- Hopea foxworthyi
- Hopea griffithii
- Hopea odorata
- Hopea pachycarpa
- Hopea pterygota
- Neobalanocarpus heimii
- Shorea alutacea
- Shorea macrophylla
- Shorea uliginosa

##### Guttiferae
- Allanblackia gabonensis
- Allanblackia stuhlmannii
- Allanblackia ulugurensis
- Bonnetia bolivarensis
- Bonnetia celiae
- Bonnetia chimantensis
- Bonnetia cordifolia
- Bonnetia holostyla
- Bonnetia jauensis
- Bonnetia kathleenae
- Bonnetia lanceifolia
- Bonnetia maguireorum
- Bonnetia multinervia
- Bonnetia rubicunda
- Calophyllum bifurcatum
- Calophyllum bracteatum
- Calophyllum caudatum
- Calophyllum chapelieri
- Calophyllum confusum
- Calophyllum cordato-oblongum
- Calophyllum havilandii
- Calophyllum macrophyllum
- Calophyllum mooni
- Calophyllum obscurum
- Calophyllum parvifolium
- Calophyllum robustum
- Calophyllum rufinerve
- Calophyllum savannarum
- Calophyllum thwaitesii
- Calophyllum tomentosum
- Calophyllum walkeri
- Caraipa utilis
- Clusia carinata
- Clusia clarendonensis
- Clusia croatii
- Clusia cupulata
- Clusia dukei
- Clusia longipetiolata
- Clusia osseocarpa
- Clusia polystigma
- Clusia portlandiana
- Clusia pseudomangle
- Clusia skotaster
- Clusia tarmensis
- Garcinia acutifolia
- Garcinia afzelii
- Garcinia brevipedicellata
- Garcinia clusiaefolia
- Garcinia costata
- Garcinia decussata
- Garcinia epunctata
- Garcinia holttumii
- Garcinia kola
- Garcinia montana
- Garcinia quaesita
- Garcinia rubro-echinata
- Garcinia semseii
- Garcinia staudtii
- Garcinia travancorica
- Garcinia wightii
- Hypericum acostanum
- Hypericum balfourii
- Hypericum fieriense
- Hypericum gnidiifolium
- Hypericum maguirei
- Hypericum matangense
- Kayea coriacea
- Kayea macrophylla
- Kielmeyera peruviana
- Mammea grandifolia
- Mammea malayana
- Mammea papuana
- Mammea papyracea
- Mammea timorensis
- Mammea usambarensis
- Mammea veimauriensis
- Marila saramaccana
- Marila spiciformis
- Mesua kochummenia
- Mesua purseglovei
- Montrouziera cauliflora
- Tovomita chachapoyasensis
- Tovomita microcarpa
- Tovomita weberbaueri

##### Marcgraviaceae
- Marcgraviastrum gigantophyllum

##### Ochnaceae
- Campylospermum letouzeyi
- Campylospermum scheffleri
- Fleurydora felicis
- Lophira alata
- Ouratea amplectens
- Ouratea cocleensis
- Ouratea quintasii
- Ouratea schusteri
- Ouratea tumacoensis
- Sauvagesia brevipetala

##### Quiinaceae
- Quiina colonensis

##### Scytopetalaceae
- Rhaptopetalum belingense
- Rhaptopetalum sindarense

##### Theaceae
- Adinandra corneriana
- Apterosperma oblata
- Balthasaria mannii
- Camellia chrysantha
- Camellia crapnelliana
- Camellia euphlebia
- Camellia fleuryi
- Camellia gilbertii
- Camellia grijsii
- Camellia pleurocarpa
- Camellia pubipetala
- Camellia reticulata
- Camellia tunghinensis
- Cleyera bolleana
- Cleyera vaccinioides
- Eurya sandwicensis
- Freziera alata
- Freziera angulosa
- Freziera biserrata
- Freziera caesariata
- Freziera caloneura
- Freziera campanulata
- Freziera ciliata
- Freziera cordata
- Freziera echinata
- Freziera ferruginea
- Freziera glabrescens
- Freziera incana
- Freziera jaramilloi
- Freziera minima
- Freziera obovata
- Freziera parva
- Freziera punctata
- Freziera retinveria
- Freziera rufescens
- Freziera sessiliflora
- Freziera suberosa
- Freziera uncinata
- Freziera velutina
- Gordonia hirtella
- Gordonia maingayi
- Gordonia multinervis
- Gordonia penangensis
- Gordonia scortechinii
- Gordonia singaporeana
- Gordonia taipingensis
- Ternstroemia corneri
- Ternstroemia howardiana
- Ternstroemia penangiana
- Ternstroemia polypetala
- Ternstroemia wallichiana

#### Urticales

##### Cecropiaceae
- Cecropia maxima
- Cecropia tubulosa
- Cecropia utcubambana
- Cecropia velutinella
- Coussapoa curranii
- Coussapoa floccosa
- Pourouma oraria

##### Moraceae
- Artocarpus blancoi
- Artocarpus hypargyreus
- Artocarpus nobilis
- Artocarpus rubrovenus
- Artocarpus treculianus
- Dorstenia prorepens
- Dorstenia socotrana
- Ficus aguaraguensis
- Ficus bizanae
- Ficus bojeri
- Ficus calyptroceras
- Ficus lacunata
- Ficus lapathifolia
- Ficus mexiae
- Ficus mutabilis
- Ficus pakkensis
- Ficus pulchella
- Ficus ulmifolia
- Mesogyne insignis
- Milicia regia
- Naucleopsis chiguila
- Naucleopsis oblongifolia
- Sorocea guilleminiana
- Streblus sclerophyllus

##### Ulmaceae
- Celtis balansae
- Celtis lindheimeri
- Celtis luzonica
- Phyllostylon orthopterum
- Ulmus elongata
- Ulmus wallichiana
- Zelkova abelicea

##### Urticaceae
- Neraudia melastomifolia
- Pilea myriophylla
- Pilea napoana
- Pilea schimpfii
- Pipturus schaeferi

#### Violales

##### Ancistrocladaceae
- Ancistrocladus letestui

##### Begoniaceae
- Begonia adpressa
- Begonia aequatorialis
- Begonia bonus-henricus
- Begonia brandbygeana
- Begonia cavaleriei
- Begonia compacticaulis
- Begonia dentatobracteata
- Begonia dodsonii
- Begonia duncan-thomasii
- Begonia exalata
- Begonia furfuracea
- Begonia geminiflora
- Begonia hemsleyana
- Begonia holmnielseniana
- Begonia lugonis
- Begonia napoensis
- Begonia neoharlingii
- Begonia oellgaardii
- Begonia oxyanthera
- Begonia parcifolia
- Begonia pectennervia
- Begonia preussii
- Begonia pseudoviola
- Begonia schaeferi
- Begonia secunda
- Begonia sparreana
- Begonia tetrandra
- Begonia truncicola
- Begonia xerophyta
- Begonia ynesiae

##### Caricaceae
- Carica jamaicensis
- Carica palandensis
- Cylicomorpha solmsii

##### Cucurbitaceae
- Cucurbita ecuadorensis
- Dendrosicyos socotrana
- Eureiandra balfourii
- Momordica enneaphylla

##### Flacourtiaceae
- Banara brasiliensis
- Bennettiodendron cordatum
- Casearia crassinervis
- Casearia engleri
- Casearia flavovirens
- Casearia macrocarpa
- Casearia mannii
- Casearia megacarpa
- Casearia wynadensis
- Dasylepis integra
- Dovyalis xanthocarpa
- Homalium dalzielii
- Homalium gracilipes
- Homalium kunstleri
- Homalium ogoouense
- Homalium patoklaense
- Homalium rubiginosum
- Homalium sleumerianum
- Homalium smythei
- Homalium taypau
- Homalium travancoricum
- Homalium undulatum
- Hydnocarpus annamensis
- Hydnocarpus filipes
- Hydnocarpus hainanensis
- Hydnocarpus humei
- Hydnocarpus octandra
- Laetia micrantha
- Lasiochlamys mandjeliana
- Lasiochlamys pseudocoriacea
- Lunania cubensis
- Lunania polydactyla
- Lunania racemosa
- Oncoba lophocarpa
- Rawsonia burtt-davyi
- Ryparosa fasciculata
- Samyda glabrata
- Samyda villosa
- Scolopia steenisiana
- Trichadenia zeylanica
- Xylosma boulindae
- Xylosma kaalense
- Xylosma molestum
- Xylosma palawanense
- Xylosma proctorii
- Xylosma serpentinum
- Xylosma tuberculatum

##### Frankeniaceae
- Frankenia portulacifolia

##### Huaceae
- Afrostyrax lepidophyllus

##### Loasaceae
- Nasa amaluzensis
- Nasa asplundii
- Nasa auca
- Nasa glabra
- Nasa hornii
- Nasa jungifolia
- Nasa modesta
- Nasa rufipila
- Nasa tabularis

##### Passifloraceae
- Passiflora ampullacea
- Passiflora deltoifolia
- Passiflora eggersii
- Passiflora hirtiflora
- Passiflora jamesonii
- Passiflora jatunsachensis
- Passiflora roseorum
- Passiflora sanctae-barbarae
- Passiflora trochlearis

##### Violaceae
- Allexis cauliflora
- Allexis obanensis
- Rinorea brachythrix
- Rinorea longistipulata
- Rinorea oraria
- Rinorea pectino-squamata
- Rinorea ramiziana
- Rinorea thomasii
- Rinorea thomensis
- Rinorea ulmifolia
- Rinorea uxpanapana